# Disneyland
Disneyland, oficialmente Disneyland Park desde los años 1950, y también conocido como Disneylandia en español, es un parque temático situado en Anaheim (California, Estados Unidos). Fue el primer parque de este tipo construido por The Walt Disney Company, y el único que fue diseñado y construido bajo la supervisión del productor y cineasta estadounidense Walt Disney.
Debido a la precaria situación financiera en que se encontraba su empresa de animación y producción cinematográfica a finales de los años 1940, Disney sugirió diversificar su modelo de negocios con la construcción de un parque de atracciones. En un principio el parque habría estado ubicado junto a sus estudios de animación en Burbank, California, y habría llevado el nombre de Mickey Mouse Park —«Parque de Mickey Mouse»—. La extensión que tendría el parque sería considerable, y Disney encargó al consultor Harrison Buzz Price un estudio para identificar la zona más adecuada para su ubicación; como resultado, fue seleccionado un naranjal en Anaheim. Para inspirarse en el diseño visitó otros parques de Estados Unidos, así como de otros países, y financió el proyecto con su propio dinero y con fondos proporcionados por la editorial Western Publishing y por la cadena televisiva American Broadcasting Company (ABC). Con esta última firmó un acuerdo para producir el programa de televisión Disneyland, que le permitió promocionar el parque antes de su inauguración, factor que resultó primordial para su éxito.
Disneyland abrió sus puertas a la prensa y a invitados especiales el 17 de julio de 1955, poco más de un año después de que diera comienzo su construcción, y al día siguiente fue abierto al público en general. A pesar de que algunos ejecutivos de otros parques creían que Disneyland sería un fracaso, en su primera semana registró una asistencia de más de 160 000 personas. En 1957, dos años después de su apertura, Disneyland era una de las atracciones turísticas más importantes en Estados Unidos, superando en popularidad a lugares como el Gran Cañón o el Parque Nacional de Yellowstone. Se estima que ha sido uno de los parques de atracciones con mayor afluencia por año en todo el mundo además de ser visitado por más de 750 millones de personas desde su inauguración hasta 2020. Se le atribuye haber «redefinido el concepto de las vacaciones familiares» y ha sido catalogado como una «meca turística». Su diseño, dividido en áreas temáticas, resultó ser un concepto novedoso para la época, así como la incorporación de robots audio-animatronics empleados en algunas de sus atracciones y la primera montaña rusa construida con acero tubular en la historia.
Como consecuencia del éxito, Disney construyó otros parques en otras zonas de Estados Unidos y en otros países: a Magic Kingdom, en Florida, —inaugurado en la década de 1970— siguieron otros parques en Estados Unidos, Japón, Francia y China. Desde 2001, Disneyland Park forma parte de un complejo vacacional denominado Disneyland Resort, que incluye otro parque temático —Disney California Adventure Park— y la zona comercial Downtown Disney.

## Historia

### Antecedentes

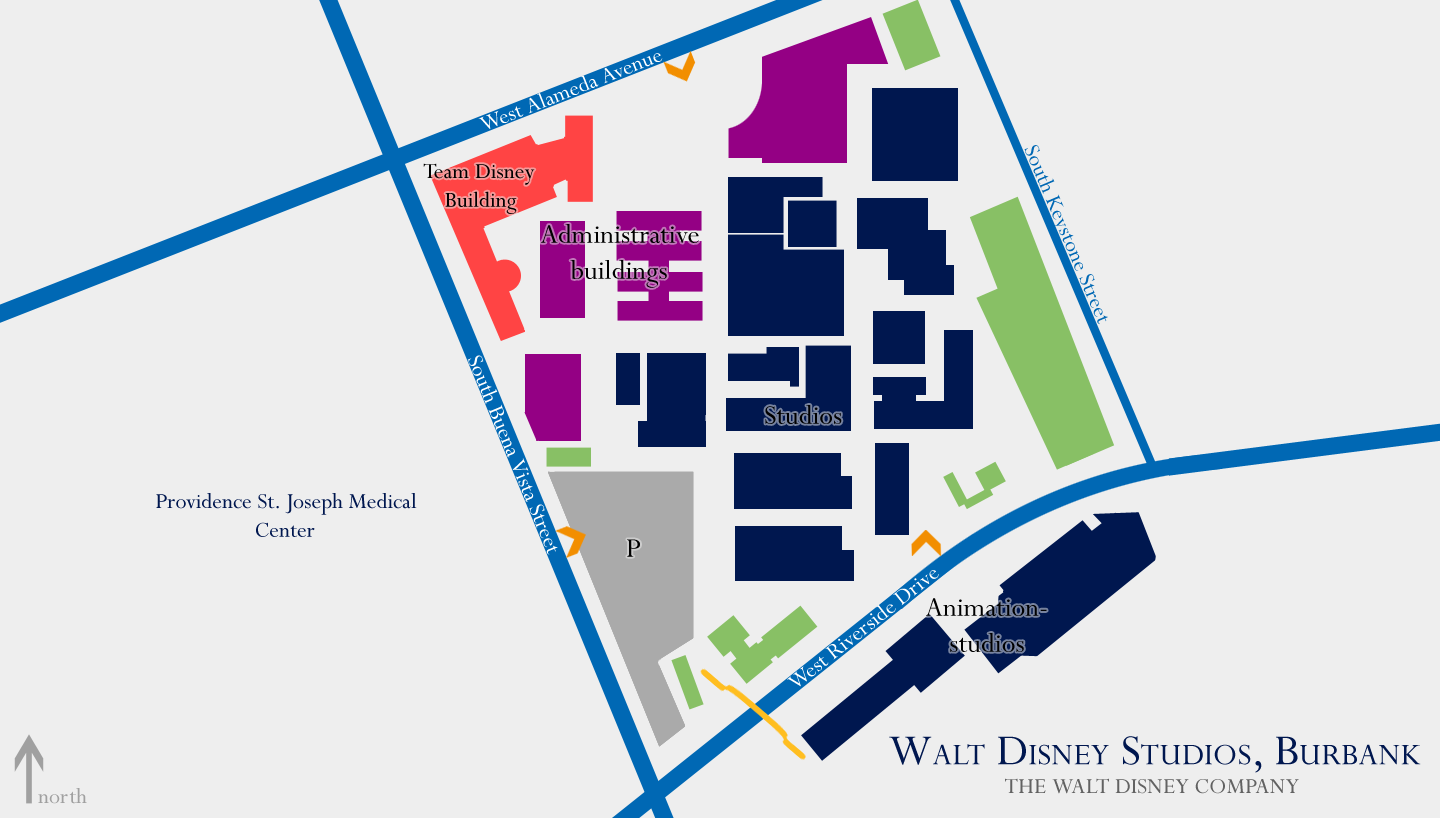
Mapa de Walt Disney Studios, en Burbank, California. Obsérvese en la parte central inferior el área ocupada por los estudios de animación, al cruzar la avenida West Riverside. En esta ubicación, Disney tenía pensado construir originalmente el Mickey Mouse Park.

Tras el éxito del largometraje Snow White and the Seven Dwarfs (1937), el productor y animador estadounidense Walt Disney adquirió una superficie de 206 389 m² en Burbank (California) con la intención de construir las nuevas instalaciones de sus estudios de animación, más amplias que las anteriores ubicadas en Los Ángeles. Las nuevas oficinas quedaron terminadas en 1939, año en el que continuaron produciendo largometrajes como Pinocho y Fantasía (1940), hasta que Estados Unidos se involucró en la Segunda Guerra Mundial y el gobierno le pidió a los estudios que produjeran cintas bélicas para enseñar a soldados y marinos el manejo adecuado del armamento, e instruir a la población sobre los efectos de la guerra. Algunos de los cortos bélicos producidos por Disney fueron Der Fuehrer's Face y Victory Through Air Power. Al finalizar la guerra en 1945, la situación financiera de los estudios era precaria, ya que las películas producidas para el gobierno no generaron demasiados ingresos. Disney sugirió diversificar el modelo de negocio de la compañía, que hasta entonces estaba centrado exclusivamente en el cine. Una de las ideas fue construir un parque de diversiones al lado de sus estudios para aprovechar una sección de terreno que no tenía ningún uso, y darles a los turistas la oportunidad de visitar las nuevas instalaciones, una petición que le habían estado haciendo desde que los edificios aparecieron en la película El dragón chiflado (1941). No obstante, al principio tenía previsto que fuera visitado solo por los empleados de sus estudios y sus familiares.
En agosto de 1948 Disney y el animador Ward Kimball acudieron a un evento llamado Chicago Railroad Fair, realizado para conmemorar el centésimo aniversario del ferrocarril en Chicago y en donde se exhibían más de treinta locomotoras y vehículos, además de contar con algunas atracciones temáticas para el público, como una aldea india. Un aspecto que le llamó la atención a Disney de la feria fue su estructura dispuesta en áreas temáticas que aludían a conceptos como el Viejo Oeste o lugares como Nueva Orleans. Durante el mismo viaje visitaron el museo al aire libre Greenfield Village, en Dearborn (Míchigan), que imitaba a una villa alrededor de la cual circulaba un tren, y en donde se exhibían automóviles y edificios históricos. A su regreso a Los Ángeles, Disney contrató al ingeniero mecánico Roger E. Broggie para que diseñara un modelo a escala de la locomotora de vapor Central Pacific 173, que había resultado de su agrado. Disney la nombró Carolwood Pacific Railroad y, una vez construida, quedó ubicada en el patio trasero de su casa en Beverly Hills. De forma simultánea, empezó a desarrollar más detalladamente el concepto del parque de diversiones.

### Primeros diseños y selección de la ubicación
Disney tenía pensado ubicar el parque de diversiones al otro lado de la avenida Riverside Drive, en una superficie que algunos ejecutivos de la empresa solían llamar Riverside Lot y que abarcaba 64 749,6 m². El parque habría llevado el nombre de Mickey Mouse Park e incluido sets cinematográficos en miniatura y una pequeña villa al estilo del Viejo Oeste, con un espacio de juegos para niños, tiendas, un teatro de ópera, una sala de cine, una granja y un lago. Los visitantes habrían podido recorrer tanto el parque como las inmediaciones de los estudios de animación a bordo de un tren. Los animadores Ken Anderson y Herb Ryman realizaron los bocetos iniciales del parque a petición de Disney, quien concebía el Mickey Mouse Park como una opción extra para que la visita a los estudios resultara más atractiva.

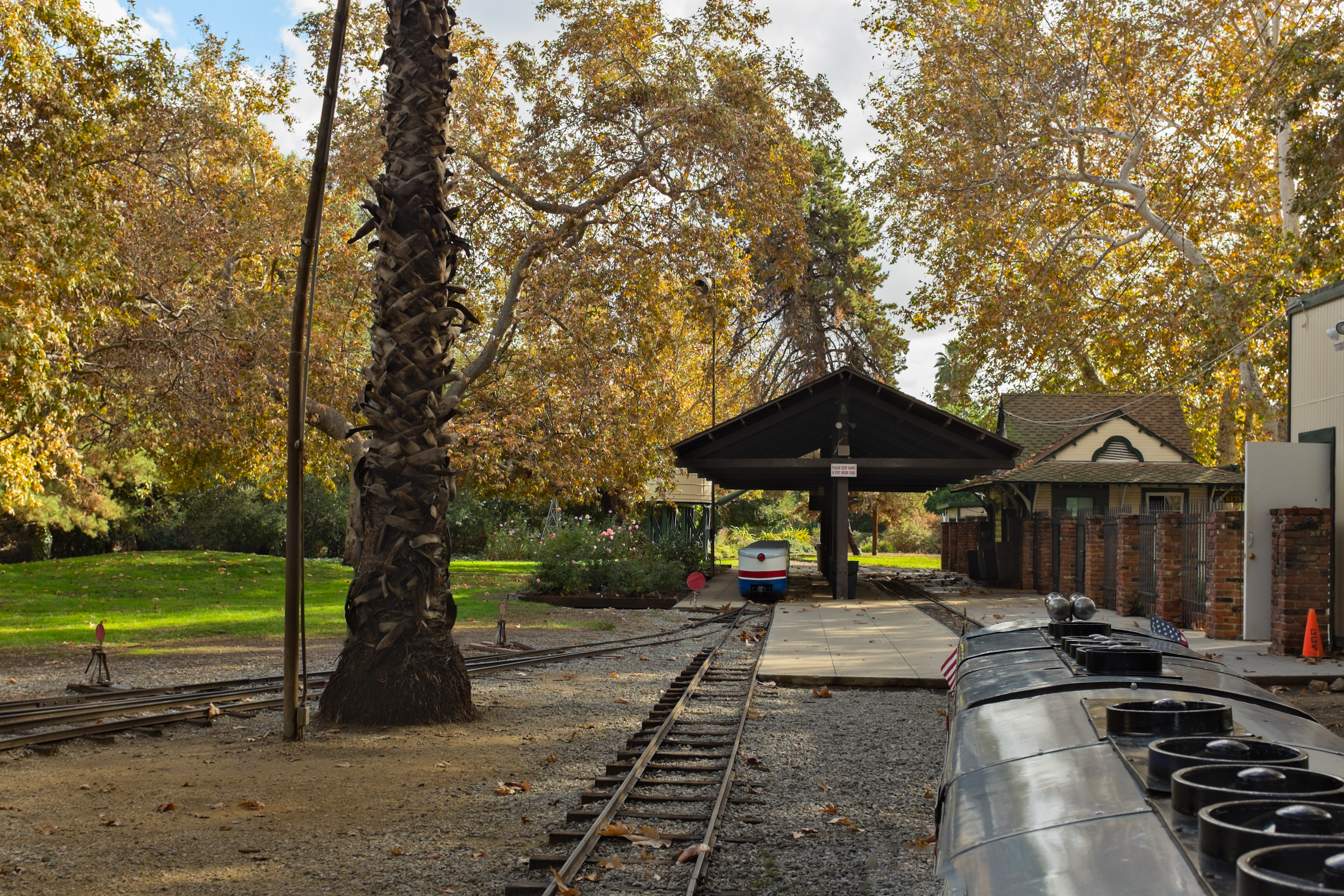
Fotografía de una estación de tren ubicada en el parque Griffith.

Disney continuó desarrollando su concepto a partir de algunas ideas que se le fueron ocurriendo durante sus visitas al parque Griffith en Los Ángeles, donde acudía con frecuencia acompañado de sus hijas. Dado que, en su opinión, la mayoría de los parques solo tenían atracciones exclusivas para niños y estaban sucios y descuidados, destacó la importancia de ofrecer en el suyo un espacio higiénico y confortable para los visitantes, además de una variedad de atracciones que pudieran disfrutar también los adultos. En su momento comentó lo siguiente: «No existe nada en el mundo [como el Mickey Mouse Park]. Lo sé porque lo he visualizado. Puede llegar a ser grandioso, ya que será el único de su tipo. Un nuevo concepto de entretenimiento que estoy seguro que será exitoso». El animador Harper Goff elaboró un nuevo boceto en 1951. Para ampliar su criterio, Disney visitó otros parques de atracciones de Estados Unidos y de otros países, tales como el parque Beverly, uno en Coney Island y los jardines de Tivoli, en Dinamarca. A principios de 1952 contactó con el arquitecto Charles Luckman para describirle su concepto del parque y analizar juntos la posible distribución de las atracciones. Debido a que el concepto evolucionó de forma importante en esos años, se hizo evidente que el Riverside Lot no tendría espacio suficiente para incluir todas las atracciones. Además, en septiembre de 1952 el Ayuntamiento de Burbank había rechazado su solicitud para permitir la construcción del parque en la ciudad, al considerarlo como «inseguro y ruidoso» para la población.
Para determinar una nueva ubicación que cumpliera con sus expectativas, Disney contactó con el consultor Harrison Buzz Price, del Stanford Research Institute. En su análisis, Buzz Price evaluó datos demográficos de diversos lugares y, en agosto de 1953, le expuso diez propuestas, entre las cuales el cineasta eligió un naranjal de 647 496 m², perteneciente a Ron Domínguez, ubicado en Anaheim, al sur de Los Ángeles. Su cercanía a la autopista Santa Ana, en construcción en la fecha, supondría una ventaja al facilitar el acceso a los visitantes.

### Financiamiento, acuerdo con ABC y construcción
Al principio la postura de Disney Productions —que desde 1940 pertenecía al sector público— respecto al Mickey Mouse Park fue de recelo debido a su situación financiera —a finales de los años 1940 tenía deudas ascendentes a 4000 millones de dólares estadounidenses—. Además, las instituciones bancarias ponían obstáculos a las peticiones de subvención de Disney, posiblemente porque «el negocio del entretenimiento al aire libre era un anacronismo cultural que había decaído de forma considerable» en esa época, sumado a la falta de experiencia del productor en construcciones comerciales. Para continuar financiando el proyecto, Disney se vio en la necesidad de vender una de sus casas vacacionales en Palm Springs y utilizó algunas pólizas de su seguro de vida. Su hermano Roy O. Disney, a cargo de la administración financiera de Disney Productions, contribuyó con 10 000 USD, pese a que originalmente estaba en desacuerdo con el parque. Para conseguir más fondos, en diciembre de 1952 Disney fundó la empresa privada Walt Disney Inc., después renombrada como WED Enterprises, con la que gestionó los derechos por el uso comercial de su marca, incluyendo un porcentaje de los ingresos que obtenía Disney Productions por concepto de regalías. Los primeros empleados de esta nueva empresa eran diseñadores y animadores de Disney Productions que estaban interesados en el Mickey Mouse Park. Se sumaron luego a la inversión el sello editorial Western Publishing, responsable de la publicación de varios libros e historietas basadas en las cintas animadas de Disney, y la recién creada American Broadcasting Corporation (ABC). En 1953, Disney Productions comenzó a proporcionar más fondos al proyecto.
Antes del acuerdo entre ABC y Disney no existían antecedentes de negocios entre el cine y la televisión. A comienzos de los años 1950 solo un 10 % de las familias estadounidenses tenían un televisor en sus hogares. Esta cifra aumentó significativamente a comienzos de la década de 1960 a un 87 % de la población. Según explican los escritores Kevin y Laurie Collier Hillstrom, en su obra The Industrial Revolution in America, tal cambio pudo deberse al «continuo desarrollo y diversificación de la programación centrada en la audiencia estadounidense», así como a las innovaciones tecnológicas. Sin embargo, el hecho era que ninguno de los grandes estudios de Hollywood parecía estar interesado en invertir en programas para televisión, pues había una noción generalizada de que la televisión era una competencia directa para el cine. Fue en este contexto que surgió la cadena televisiva ABC, que no sólo tendría que competir con otras cadenas ya consolidadas como CBS y NBC, sino también con los estudios de Hollywood. Así que, tras enterarse de la necesidad económica de Disney, optó por apoyarlo con un fondo de 500 000 USD, a cambio de la producción conjunta de un programa familiar que le sirviera a ABC como catapulta ante la audiencia. Fue la primera vez que un productor de Hollywood llegaba a un acuerdo con una cadena televisiva. El programa llevó por título Disneyland, se transmitiría originalmente durante tres años, contando con un total de 26 capítulos por temporada, y su contenido incluiría cortos de dibujos animados y de imágenes reales, así como documentales acerca de la naturaleza.

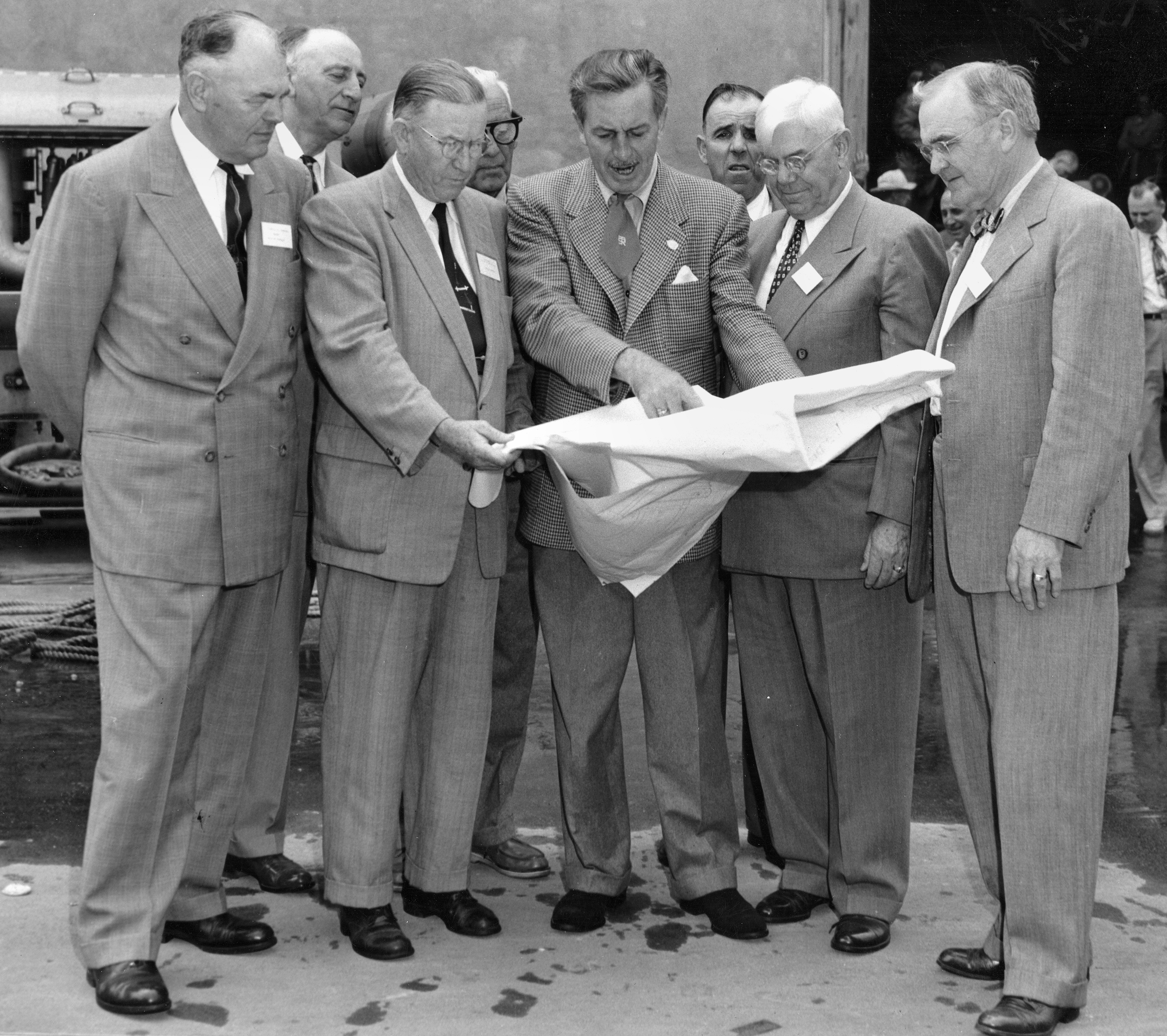
Fotografía en donde Disney (en el centro) aparece mostrando los planos de Disneyland a algunos funcionarios gubernamentales de Anaheim, entre ellos el alcalde Charles A. Pearson, en diciembre de 1954

En agosto de 1953 Disney fundó otra empresa a la que denominó Disneyland Incorporated, que se encargó del diseño y del control de los «planes, modelos y otras propiedades del parque», y a la cual se incorporaron empleados de WED Enterprises y Disney Productions. Disney acuñó el término «imagenieros», por la contracción gramatical de las palabras «imaginación» e «ingeniería», para referirse a los diseñadores del parque y sus atracciones, los cuales tenían a su mando a consultores, arquitectos e ingenieros civiles, mecánicos y eléctricos. Algunos de los principales involucrados en esta fase fueron Marvin Aubrey Davis, Joe Fowler y C. V. Wood, este último como director del proyecto. Aproximadamente en este período el parque fue renombrado a «Disneyland», de manera homónima a la serie de ABC. Desde el comienzo los imagenieros observaron similitudes entre la construcción del parque y la instalación de un set cinematográfico, y para el diseño a escala de algunos edificios utilizaron la perspectiva forzada. Por su parte, Disney se mantuvo ocupado con el diseño de un carrusel que había importado de Canadá —que acabaría siendo el King Arthur Carrousel de Disneyland— y con el de un par de locomotoras de vapor que transportarían a los visitantes por los alrededores del parque. Al igual que unos años antes, Broggie fue el responsable del diseño de estos nuevos modelos. Durante ese tiempo empresas como American Motors Corporation y Ritchfield Oil contactaron a Disney para financiar sus propias atracciones en el parque; de estos acuerdos resultaron la sala de cine Circorama y la atracción Autopia, ambas con un costo de 45 000 USD.
El modelo definitivo mostraba al parque dividido en varias áreas temáticas de manera similar a la Chicago Railroad Fair. El acceso público era un camino que conducía directamente al castillo de la Bella Durmiente y, a partir de ahí, el visitante podía elegir cualquier otra de las áreas disponibles. Este diseño era inédito en un parque de diversiones hasta entonces, y Disneyland es considerado como precursor de los parques temáticos. Las áreas originales del parque eran: Main Street U.S.A., ambientada en Marceline (Misuri), un pueblo estadounidense de los años 1890, con edificios y tiendas de productos situados a lo largo de la vía de acceso del parque; Adventureland, que Disney definió como «la maravilla del diseño de la propia naturaleza», con un pueblo de ambiente tahitiano; Frontierland, ambientada en la cultura estadounidense del siglo XVIII; Fantasyland, hogar de algunos personajes animados de Disney; y Tomorrowland, espacio dedicado a la tecnología futurista. Otra área iba a estar inspirada en Chinatown, aunque finalmente fue descartada por Disney. Para ofrecer hospedaje a los turistas se concibió la construcción de un hotel de 650 habitaciones con piscinas y canchas de tenis, el cual habría de estar ubicado en la parte posterior del parque, en una superficie de 121 405,5 m². Finalmente se planteó que el estacionamiento del parque tuviera una capacidad inicial para 12 000 vehículos.
La construcción de Disneyland comenzó el 12 de julio de 1954, y Disney dio a conocer que estaría listo para su inauguración al año siguiente, en julio de 1955. Durante las siguientes semanas se removió el naranjal y se preparó el terreno según los planos del parque. Para dar forma a algunas colinas, fueron necesarios 267 594,2 m³ de tierra, y se excavaron otros puntos para crear cavidades y formar ríos y lagos, llenados con millones de galones de agua. Después de acondicionar el terreno, se asfaltaron las calzadas y se construyeron las distintas estructuras y edificios de cada área temática. En octubre de 1954 ABC empezó a transmitir la serie Disneyland, en la que difundieron documentales como Operation Undersea —sobre la producción de la cinta Veinte mil leguas de viaje submarino y que obtuvo un Emmy—, y que sirvió a Disney como plataforma para dar a conocer el diseño y atracciones que tendría Disneyland además de mantener informada a la audiencia sobre el progreso de su construcción.

### Día de la dedicatoria e inauguración (1955)
La serie televisiva aumentó la expectativa del público en Disneyland, pese a que algunos empresarios de parques de diversiones del país eran escépticos sobre que el proyecto de Disney pudiera funcionar, y coincidían en que sería un fracaso. Meses antes de su apertura, miles de personas acudieron al lugar en obras para presenciar el progreso de la construcción, la cual tuvo un costo de diecisiete millones de dólares estadounidenses y en la cual participaron 2300 empleados.
Si bien la construcción todavía no finalizaba por completo, Disney le pidió a C. V. Wood que enviara entre 15 000 y 20 000 entradas a 29 agencias informativas, empleados del gobierno y de sus estudios de animación, inversores y celebridades de Hollywood para invitarlos a conocer el parque el domingo 17 de julio, un día antes de la apertura al público en general. Oficialmente inaugurado ese día, y con un total de 18 atracciones, Disneyland recibió a 35 000 personas, aproximadamente el doble de las que se tenían previstas, debido a que varias ingresaron con billetes falsificados o treparon el cerco perimetral. Para evitar aglomeraciones en la única puerta de ingreso que había solo se permitió la entrada de grupos reducidos de personas cada veinte minutos.
La ABC transmitió la inauguración en directo en un programa especial titulado Dateline: Disneyland, que tuvo una duración de 94 minutos. La cobertura del evento fue catalogada como «la mayor concentración de equipo de grabación por parte de una sola cadena de televisión», y un total de noventa millones de televidentes vieron la emisión. Este día fue conocido después como el «día de la dedicatoria», ya que Disney dio un discurso de bienvenida en el que incluyó la siguiente dedicatoria:

A cuantos entren en este maravilloso lugar: ¡bienvenidos! Disneyland es su mundo. Aquí, la edad revive los gratos recuerdos del pasado y los jóvenes podrán apreciar el desafío y la promesa del futuro. Disneyland está dedicada a los ideales, a los sueños y a los acontecimientos difíciles que han forjado a los Estados Unidos, con la esperanza de que sea una fuente de alegría e inspiración para todo el mundo.
—Traducción de la dedicatoria de Walt Disney exclamada durante la inauguración de Disneyland.

Conforme iba transcurriendo el día se presentaron algunos problemas que afectaron a la inauguración. Por ejemplo, las fuentes de agua potable y algunas atracciones no funcionaron adecuadamente, hubo una fuga de gas que llevó al cierre momentáneo de Fantasyland y algunos restaurantes no pudieron satisfacer la alta demanda por parte de los consumidores. A lo anterior se sumó la temperatura de 37,7 °C en Anaheim ese día, que provocó que se fundiera el asfalto en algunos sectores de Main Street U.S.A., dificultando el paso a las personas. Tiempo después Disney reconoció que ese día fue «desastroso», varios medios coincidieron en calificarlo como «una decepción», y se le conoció como el «domingo negro de Disneyland».
Al día siguiente, lunes 18 de julio, se llevó a cabo la inauguración al público en general. En su primera semana, 161 657 personas visitaron el parque. El horario original era de 10 de la mañana a 11 de la noche, y la cuota de entrada era de un dólar para los adultos y cincuenta centavos para los niños menores de doce años. Las atracciones tenían un costo adicional que variaba entre diez y veinticinco centavos cada una, mientras que el estacionamiento costaba veinticinco centavos. En el primer año, tuvo 3,6 millones de visitas, lo que supuso ingresos para Disney de diez millones de dólares. A comienzos de 1957 se habían registrado diez millones de visitantes, de los cuales alrededor de un 40 % no procedían del estado de California. La popularidad del parque llegó a tal grado que, apenas un par de años después de haber sido inaugurado, ya era considerado como uno de los principales destinos turísticos de Estados Unidos, y Disney Productions mejoró su situación financiera a partir de 1955, año en el que duplicó sus ingresos obtenidos un año antes.

### Primera década: nuevas atracciones y adición deaudio-animatronics(1956-1965)
Disney Productions continuó produciendo largometrajes animados en los siguientes años, tales como 101 dálmatas (1961) y The Sword in the Stone (1963), mientras su fundador buscaba nuevas formas de entretenimiento para Disneyland. Poco después de su apertura se estableció un sistema de admisión al parque que permitía visitar con una misma entrada distintos grupos de atracciones identificados por letras —A, B, C, D y E—. En el verano de 1956 se llevó a cabo el primero de los espectáculos pirotécnicos en Disneyland, que desde entonces se realizan regularmente para conmemorar algunas festividades como el día de la Independencia de los Estados Unidos y la Navidad. En 1958 apareció el barco de tres mástiles Columbia —una réplica del Columbia Rediviva, primer barco estadounidense en circunnavegar el globo terráqueo—, y se expandieron algunas otras atracciones, como fue el caso de Autopia. Comenzó también la construcción del Disneyland Monorail System, que después de su estreno pasaría a ser el primer servicio de transporte diario en monorraíl en el país, así como el primero en el hemisferio occidental de la Tierra; además de llevarse a cabo los primeros desfiles, que de forma idéntica al espectáculo pirotécnico siguen realizándose desde entonces para celebrar algunas festividades. Los ingresos de Disneyland ese año fueron de 13,4 millones de dólares.
A pesar de haber sido una de las ideas originales que había tenido Disney para el Mickey Mouse Park, no fue hasta 1961 que los empleados comenzaron a utilizar disfraces de los personajes animados de la empresa, los mismos que fueron diseñados por Bill Justice, y que permitieron relacionarse de una forma más directa con los visitantes. En esa década se introdujo la montaña rusa Matterhorn Bobsleds, la primera en utilizar acero tubular en su estructura y que marcó un hito en el desarrollo de futuras atracciones de este tipo en el mundo. WED Enterprises continuaba al frente del desarrollo de nuevas atracciones, y uno de sus principales intereses en esa época era la incorporación de un sistema de robots audio-animatronics en algunas atracciones. Estos muñecos, que para funcionar usan válvulas neumáticas, aparecieron por vez primera en la atracción Enchanted Tiki Room, inaugurada en junio de 1963. Ese año Disneyland registró ingresos por veinticuatro millones de dólares. Al año siguiente, Disney presentó en la Feria Mundial de Nueva York cuatro atracciones que tenía en mente añadir luego al parque. Entre ellas estaba It's a small world, un paseo en bote por el interior de un edificio con numerosos muñecos audio animatronics, que fue una de las exhibiciones más concurridas del evento. Dos años después, esta atracción fue abierta al público en el parque.
En 1964 Disney adquirió un terreno en Florida de 111 km² por cinco millones de dólares, donde quería construir un segundo parque temático —Magic Kingdom—, cuyo diseño era muy similar al de Disneyland. En su momento catalogado como el «proyecto de construcción no gubernamental más grande» de la historia, este nuevo destino turístico contaría con espacios acuáticos aledaños al parque de diversiones. Fue inaugurado en octubre de 1971 y, al igual que el parque original, Magic Kingdom continuó expandiéndose con nuevas atracciones en los siguientes años. Hasta 1965, una década después de su apertura, Disneyland había generado un total de doscientos millones de dólares estadounidenses y lo habían visitado un total de cincuenta millones de personas. Ese año contaba con 47 atracciones y su superficie se había ampliado a un total de 121,4 ha.

### Muerte de Disney, apertura de nuevos parques y rediseño de Disneyland (1966-2001)
Tras la inauguración del área temática New Orleans Square, inspirada en la ciudad de Luisiana, en julio de 1966, Disney fue diagnosticado de cáncer de pulmón, probablemente causado por su tabaquismo, y su salud fue decayendo gradualmente hasta su muerte el 15 de diciembre a los 65 años de edad. Su hermano Roy O. Disney tomó su lugar al frente de Disney Productions y se encargó de inaugurar el parque de Florida en 1971, año en que falleció. Pese a la ausencia de los Disney, Disneyland continuó extendiéndose en los años venideros: en 1966 y 1967 se estrenaron las atracciones Pirates of the Caribbean y Haunted Mansion, respectivamente, que desde entonces han resultado muy populares entre los visitantes, además de servir de inspiración para los largometrajes The Haunted Mansion y Pirates of the Caribbean: The Curse of the Black Pearl, ambos de 2003.
En 1971 la compañía Oriental Land firmó un contrato con Disney para invertir de manera conjunta en la construcción del primer parque Disney fuera de Estados Unidos, Tokyo Disneyland, que posee un diseño similar al del parque original. En marzo del año siguiente fue inaugurada en Disneyland el área temática Bear Country —luego renombrada como Critter Country—, la cual tuvo un costo de ocho millones de dólares y cuya superficie había sido utilizada antes por una atracción alusiva a la cultura indígena estadounidense. A finales de la década de 1970, se agregaron tres montañas rusas: Space Mountain (1977), Matterhorn Bobsled (1978) y Big Thunder Mountain Railroad (1979); estas dos últimas cuentan con un diseño reminiscente del Cervino y del parque nacional del Cañón Bryce, respectivamente. En julio de 1980, para conmemorar el 25.° aniversario de Disneyland, se realizaron varios eventos especiales que incluyeron un desfile, nuevos espectáculos pirotécnicos y una fiesta de 25 horas de duración, además de ponerse a la venta boletos de admisión que permitían visitar ilimitadamente las distintas atracciones del parque durante las celebraciones, así como algunos productos relacionados con el festejo. Hasta enero de 1981, el parque había sido visitado por 200 millones de personas, cifra que se incrementó a 250 millones en agosto de 1985, lo cual le llevó a ser reconocido con un récord Guinness como el parque de diversiones más visitado en la historia. Cabe señalar que, en cuanto a su calendario operativo, a partir de febrero de ese año estuvo abierto diariamente al público durante todo el año; anteriormente cerraba los lunes y martes durante la temporada baja de asistencia.
Desde mediados de los años 1980 Michael Eisner, nuevo director ejecutivo de The Walt Disney Company, puso en marcha una serie de iniciativas que pretendían hacer de Disneyland una estación turística, y que se prolongaron hasta principios de los años 2000. En primer lugar, se remodeló la superficie aledaña al parque temático y se adquirió un par de hoteles. Continuaron añadiendo nuevas atracciones como Star Tours —el primer simulador existente en un parque de diversiones e inspirado en la serie cinematográfica Star Wars, cuya popularidad llevó a la incorporación de atracciones similares en otros parques— y Splash Mountain —un recorrido en vagón con forma de tronco hueco por un río artificial—, en 1987 y 1989 respectivamente, además de inaugurarse el área temática Mickey's Toontown (1993), inspirada en la película ¿Quién engañó a Roger Rabbit? (1988). En abril de 1992 fue inaugurado un nuevo parque temático titulado Euro Disney, en París —luego renombrado a Disneyland Paris—. A principios de 1995 el equipo de imagenieros comenzó a trabajar en el diseño de un segundo parque californiano situado justo frente a la entrada de Disneyland, Disney California Adventure. Su construcción comenzó dos años después y se inauguró en febrero de 2001. Disney Company invirtió también en la construcción de un tercer hotel en el área, Disney's Grand Californian Hotel, que abrió sus puertas en 2001, al igual que el sector comercial Downtown Disney —ubicado en medio del acceso a Disneyland y Disney California Adventure—. El proyecto, luego conocido como Disneyland Resort, incluyó la incorporación de palmeras en las avenidas aledañas, el asfaltamiento de esas mismas avenidas y la apertura de un nuevo estacionamiento con capacidad para 10 250 automóviles. En 1996 el parque Disneyland recibió a 15,3 millones de visitantes, cifra récord de asistencia desde los años 1980; sin embargo, en los siguientes años de esa década la cantidad de visitantes disminuyó hasta los 14,25 millones registrados en 1998 y los 13,4 millones en 1999; en cambio, el parque de Florida registró la mayor cantidad de visitas en ese período desde su apertura.

### Celebración del 50.° aniversario y actualidad (2000-2020)
Con motivo de los atentados terroristas en Estados Unidos de 2001 disminuyó la cantidad de visitas a los parques de diversión del país y Disneyland recibió a 12,3 millones de personas. Por otra parte, desde su inauguración Disney California Adventure no tuvo la aceptación esperada por la compañía: en 2005 fue visitado por 5,8 millones de personas y, casi una década después, en 2012, tuvo 7,8 millones de visitantes.
En 2005, para conmemorar el 50.° aniversario de la inauguración de Disneyland y promocionar los demás parques Disney construidos, Disney Company invirtió 163 millones de dólares en una campaña denominada Happiest Homecoming on Earth, con una duración prevista de 18 meses, y que consistió en la exhibición de collages de fotografías que formaban las imágenes de los personajes animados del estudio, la producción de un nuevo desfile —Disney's Parade of dreams—, un espectáculo de eventos pirotécnicos —Remember...Dreams come true— y cortometrajes sobre la historia de Disneyland, además de la remodelación de algunas atracciones como Space Mountain y la decoración del parque con elementos alusivos al aniversario. Los demás parques Disney también celebraron el aniversario de Disneyland mediante la campaña Happiest Celebration on Earth. En 2005 Disneyland fue visitado por 14,5 millones de personas; de acuerdo con la publicación American Business, el quincuagésimo aniversario del parque temático influyó en el aumento de las visitas a otros parques de atracciones como Universal Studios.
A finales del mismo año 2005 se inauguró Hong Kong Disneyland en China. Al año siguiente Disney puso en marcha un nuevo programa para Disneyland titulado Year of a Million Dreams, mediante el cual obsequiaron comida, entradas y servicios de hospedaje gratuitos a algunos visitantes. Una de las atracciones incorporadas en esta década fue Finding Nemo Submarine Voyage, inspirada en el largometraje animado Buscando a Nemo (2003). Desde la culminación en 2008 del Year of a Million Dreams, la compañía ha llevado a cabo otros programas anuales similares. Por ejemplo, en 2009 se celebró el evento What Will You Celebrate?, durante el cual los visitantes pudieron entrar gratis a las instalaciones del parque en las fechas de sus cumpleaños, en 2010 se permitió la entrada sin costo a todos los voluntarios que acreditaran su participación en algún programa caritativo determinado por Disney, en 2011 estuvo vigente el programa Let the memories begin, en donde se exhibieron fotografías de los visitantes en la atracción It's a small world, y en 2012, como parte del One more Disney day, el parque permaneció abierto al público determinados días durante 24 horas, además de que se obsequió con viajes y hospedajes en los hoteles Disney a algunos visitantes. Este último año, con un registro total de 15,9 millones de visitantes, fue el segundo parque de diversiones más visitado durante el año en todo el mundo, solo superado por Magic Kingdom, con 17,5 millones de visitas.
En 2015 se conmemoró el 60.º aniversario («diamante») de Disneyland y por tal motivo se llevó a cabo la remodelación de algunas atracciones, como Haunted Mansion y la montaña rusa Matterhorn Bobsleds, y la producción de nuevos espectáculos pirotécnicos. Ese año se estrenó la película Tomorrowland, dirigida por Brad Bird y titulada de forma homónima al área temática de Disneyland, cuyo guion fue redactado también por Bird sobre la base de la filosofía de innovación y utopía que tenía Walt Disney y que trató de representar tanto en el área temática citada como en su visión original para Epcot. A mediados de año el Senado del Estado de California declaró el 1 de junio como el «Día de Disneyland», como reconocimiento al complejo turístico de California que, desde su inauguración en 1955, había sido visitado por más de 700 millones de personas, además de haber generado ingresos para el condado de Orange por un importe anual de 5000 millones de dólares, y administrar un programa altruista en favor de más de cuatro millones de familias californianas.
En 2016 dieron inicio las labores de construcción de Star Wars: Galaxy's Edge, una nueva expansión del parque con atracciones, tiendas y espectáculos inspirados en Star Wars. Su inauguración al público ocurrió en mayo de 2019, tras una ceremonia de apertura a la cual asistieron algunos actores de la saga cinematográfica, tales como Harrison Ford, Mark Hamill y Billy Dee Williams. Un mes después, se revelaron los planes de la administración del parque para abrir otra área temática inspirada en el universo de Marvel y edificada sobre la superficie que anteriormente ocupaba A Bug's Land en el parque California Adventure. Si bien se tenía pensado inaugurar la serie de atracciones Avengers Campus a mediados de 2020, la pandemia de COVID-19 retrasó su apertura además de llevar al cierre temporal del complejo Disneyland Resort. Hasta finales de junio de 2020 se desconoce la fecha en que habría de estar abierto al público nuevamente. Cabe señalar que en 2019 el nivel de asistencia a Disneyland disminuyó un 3 %, lo cual Iger atribuyó a una estrategia de la compañía para evitar el sobrecupo de visitantes tras la apertura de Galaxy's Edge. Con el propósito de incrementar la cantidad de visitas al parque, ese mismo año Disney anunció el «proyecto Stardust» mediante el cual se espera que lleve a cabo amplias remodelaciones de ciertas atracciones, vías de acceso y otras estructuras.

## Áreas

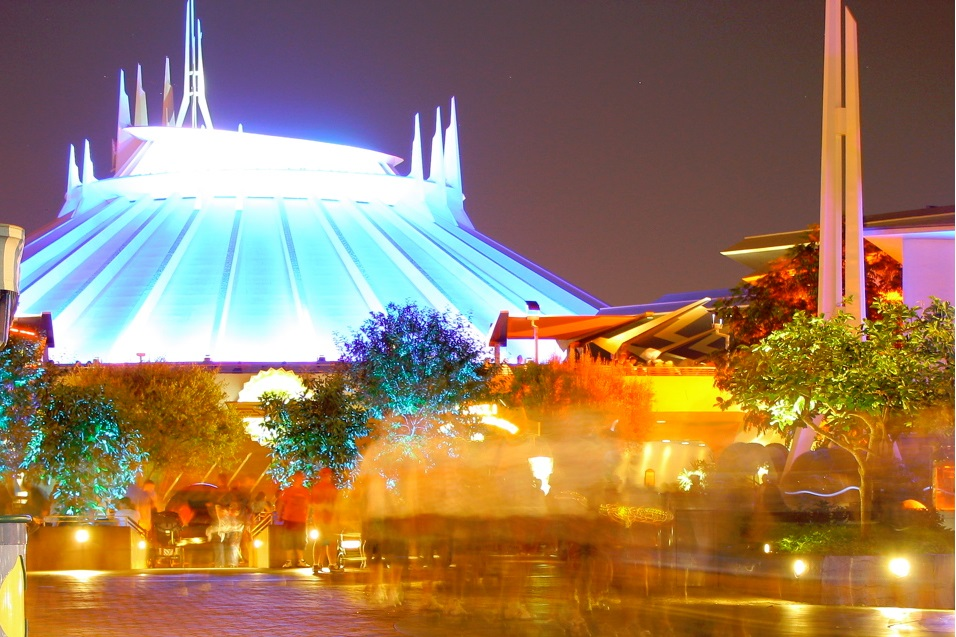
Space Mountain, una de las atracciones de Tomorrowland.

Disneyland está dividido en nueve áreas temáticas, también conocidas en español como «tierras». Está diseñado en forma de rueda, cuyo eje es el castillo de la Bella Durmiente, desde el que salen avenidas a cada una de las demás áreas. Al principio había cinco tierras —Main Street U.S.A., Adventureland, Frontierland, Fantasyland y Tomorrowland—, a las cuales se sumaron otras cuatro posteriormente: New Orleans Square (1966), Critter Country (1972), Mickey’s Toontown (1993) y Star Wars: Galaxy's Edge (2019).
El complejo vacacional posee una superficie total de 2 063 897 m², de los cuales el parque Disneyland ocupa alrededor de 404 000 m². Existen más de 60 atracciones distribuidas en cada una de las áreas temáticas.

### Main Street U.S.A.
Es la vía de acceso del parque. Sus edificios presentan un diseño victoriano similar al que tenían los de Marceline (Misuri) en los años 1890, ciudad estadounidense en donde Disney vivió durante su infancia. Otra influencia para las construcciones fue Fort Collins (Colorado), lugar en donde creció Harper Goff, quien también colaboró en el diseño del área temática junto con Disney y Marvin Davis. Cuenta con una plaza, un ayuntamiento, una estación de bomberos, una estación de tren, una sala de cine donde se proyectan cortometrajes animados, así como varias tiendas. A lo largo de la vía transitan algunos vehículos antiguos, un tren y una carroza tirada por caballos. Al final de Main Street U.S.A. se encuentra el castillo de la Bella Durmiente.
Cabe agregar que aquí está el apartamento en donde Disney se alojaba cuando visitaba Disneyland durante su construcción y después de su inauguración. Está ubicado en la planta superior del departamento de bomberos y no se permite el acceso al público. Otro elemento característico del área es la estatua de bronce que muestra a Disney agarrado de la mano con Mickey Mouse, esculpida por Blaine Gibson en 1993. Gibson también contribuyó en las atracciones Pirates of the Caribbean y Haunted Mansion.

### Adventureland
Disney concibió Adventureland a partir de sus exitosos documentales de la naturaleza True-Life Adventures, grabados entre las décadas de 1950 y 1960. Si bien contiene elementos alusivos a las culturas y selvas de Polinesia, África e India, el equipo de Disney Imagineering añadió varios elementos imaginarios con el fin de recrear «tierras exóticas y viajes extraños». En las edificaciones también aparecen elementos tomados de la arquitectura colonial española. El diseño del área busca crear un ambiente misterioso, intrigante y romántico, de acuerdo a Disney.
Sus atracciones son: Jungle Cruise, un recorrido en barco de vapor por varios ríos; Indiana Jones Adventure, inspirada en el personaje Indiana Jones; Tarzan's Treehouse, una casa en árbol similar a la mostrada en Tarzán (1999); y Enchanted Tiki Room, donde se ofrecen espectáculos con figuras animatrónicas. Para la atracción Jungle Cruise, el imageniero Billy Evans diseñó un nuevo ecosistema a manera de «selva Hollywoodense», acorde al deseo de Disney. Bill recurrió a varios métodos imaginativos, como traer semillas de contrabando en los elásticos de los calcetines y plantar naranjos con la parte superior de las raíces expuestas para que parecieran mangles. Disney decidió situar esta selva en la parte occidental de Disneyland para aprovechar algunos eucaliptos que crecían en esta zona. Varias especies de plantas presentes en el área son únicas en toda la región sur de California.

### Frontierland
Basada en la trilogía de capítulos producidos para la serie Disneyland que tratan de la vida de Davy Crockett, Frontierland se inspira en los ambientes del Viejo Oeste, los cowboys y los acontecimientos de la historia estadounidense del siglo XIX que permitieron la expansión hacia el Oeste, desde la compra de la Luisiana hasta la fiebre del oro de California. En esta zona hay un río artificial, «Ríos de América», alrededor de una isla. Disney diseñó personalmente este paraje basándose en la novela Las aventuras de Tom Sawyer, del escritor Mark Twain. Los visitantes pueden recorrer Ríos de América en un barco de vapor, o en el barco de triple mástil conocido como Columbia, que es una réplica del Columbia Rediviva. En cuanto a la isla, denominada Pirate's Lair on Tom Sawyer Island, posee elementos que recrean la aventura de Tom Sawyer y Huck Finn como piratas. La montaña rusa Big Thunder Mountain Railroad —ambientada en una mina—, el rancho Big Thunder Ranch, una galería de tiro con arco y el evento pirotécnico nocturno Fantasmic! forman parte de las atracciones y espectáculos.

### Fantasyland
Diseñada esencialmente para niños, Fantasyland se basa en los largometrajes animados de Disney y en los cuentos de hadas, y su concepto es la fantasía. Sus edificios y decoraciones tienen rasgos medievales, con elementos arquitectónicos característicos de países europeos como Francia y Alemania. Por ejemplo, el castillo de la Bella Durmiente está inspirado en el castillo alemán Neuschwanstein.
La mayoría de sus atracciones hacen referencia a algún personaje animado de Disney, como Pinocho, Peter Pan, Blancanieves, Dumbo y Alicia en el país de las maravillas. Destacan: It's a small world, un recorrido en bote que lleva a los visitantes a conocer distintas culturas del mundo, equipado con figuras animatrónicas; el King Arthur Carrousel; Snow White's Enchanted Wish; y la montaña rusa Matterhorn Bobsleds. También es posible visitar el interior del castillo de la Bella Durmiente, el cual está decorado acorde al guion gráfico de la película homónima.

### Tomorrowland
Fue la última en construirse de las cinco áreas temáticas concebidas originalmente por Disney Imagineering. Si bien su concepto principal es el futuro, varias de sus atracciones hacen referencia a innovaciones tecnológicas del siglo XX, en particular los viajes espaciales y algunos progresos científicos que Disney consideró que habrían de ser alcanzados en 1986.
Entre sus atracciones están: Autopia, una autopista de circuito cerrado en la que los visitantes conducen automóviles; Buzz Lightyear Astro Blasters, basada en Toy Story (1995); el monorraíl Disneyland Monorail que recorre el perímetro del recinto; Finding Nemo Submarine Voyage, inspirada en Buscando a Nemo (2003); Innoventions, donde se exhiben innovaciones tecnológicas; la montaña rusa Space Mountain, cuyo recorrido simula un viaje espacial; y Star Tours, concebida a partir de la franquicia Star Wars.

### New Orleans Square
Está ambientada en la ciudad Nueva Orleans y su Barrio Francés, con zonas que representan la ciudad durante los años 1850, poblada de piratas y sus casas victorianas. Alberga únicamente dos atracciones: The Haunted Mansion —un recorrido por una casa embrujada— y Pirates of the Caribbean.

### Critter Country
Inicialmente era un sector del parque dedicado a la cultura indígena estadounidense. Posteriormente, lo denominaron «Bear Country» por la atracción Country Bear Playhouse, construida a principios de los años 1970. El nombre actual proviene de una cita de la película Canción del sur (1946) —en la que se basan los personajes que aparecen en la montaña rusa acuática Splash Mountain—, que reza: Where the folks are closer to the critters and the critters are closer to the folks («donde la gente está más cerca de los animales, y los animales más cerca de la gente»). El área reproduce rasgos de la vida silvestre y de los bosques del norte estadounidense.
Sus tres atracciones son: Davy Crockett's Explorer Canoes, que ofrece un recorrido a los visitantes alrededor de la isla de Frontierland; The Many Adventures of Winnie the Pooh, inspirada en la cinta homónima estrenada en 1977; y Splash Mountain, una montaña rusa de agua.

### Mickey's Toontown
Está diseñada a manera de ciudad en la que habitan varios personajes animados de Disney, entre ellos Mickey, Minnie Mouse, Goofy y el pato Donald. Varios de sus elementos provienen de la película ¿Quién engañó a Roger Rabbit? (1988). Además de las casas de los personajes, cuyo interior puede visitar el público, Mickey's Toontown cuenta con una montaña rusa, Gadget's Go Coaster, y el recorrido Roger Rabbit's Car Toon Spin.

### Star Wars Galaxy's Edge
Si bien el área está basada en el planeta Batuu que aparece en la novela Star Wars: Thrawn: Alliances, su diseño está influenciado por la arquitectura y cultura de Estambul, Marruecos y Jerusalén. Entre sus atracciones principales se encuentra un simulador reminiscente del Halcón Milenario, además de contar con la primera ubicación del parque en la que se comercializan bebidas alcohólicas al público en general —Ogga's Cantina—. Asimismo, cabe señalar que John Williams colaboró en la composición de la música ambiental de esta área temática.

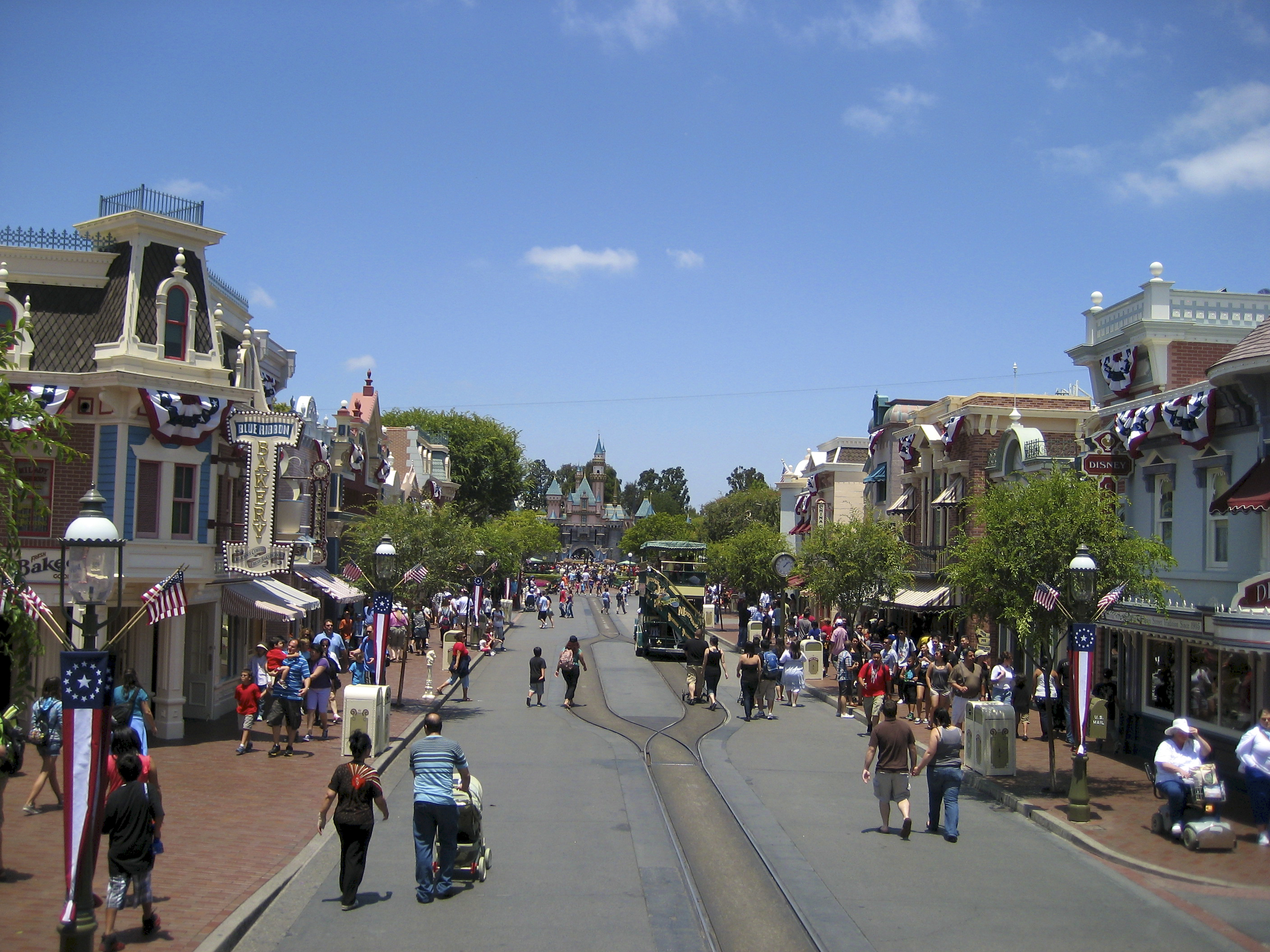
Fotografía de Main Street U.S.A.
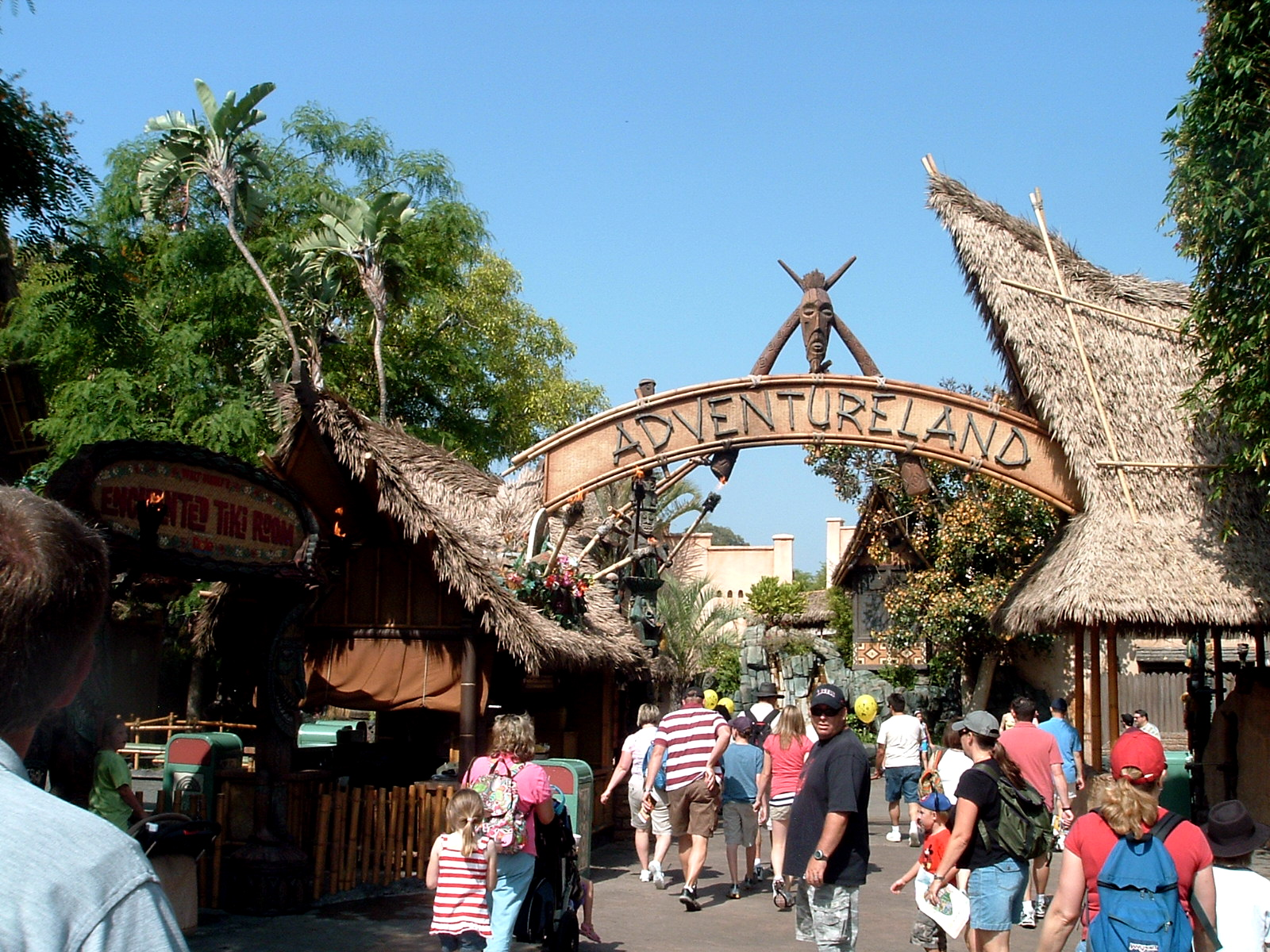
Entrada a Adventureland
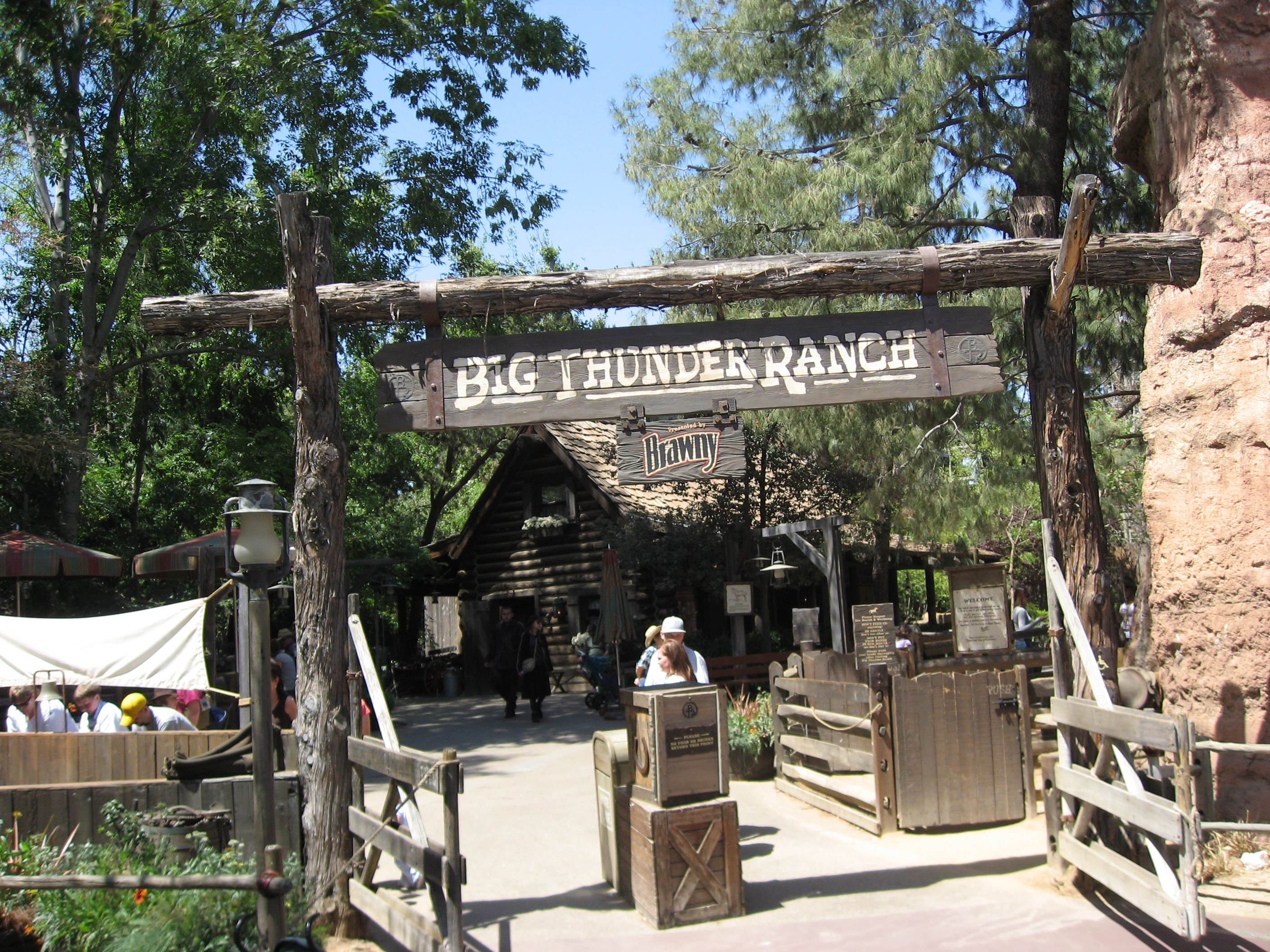
Big Thunder Ranch, una de las atracciones de Frontierland
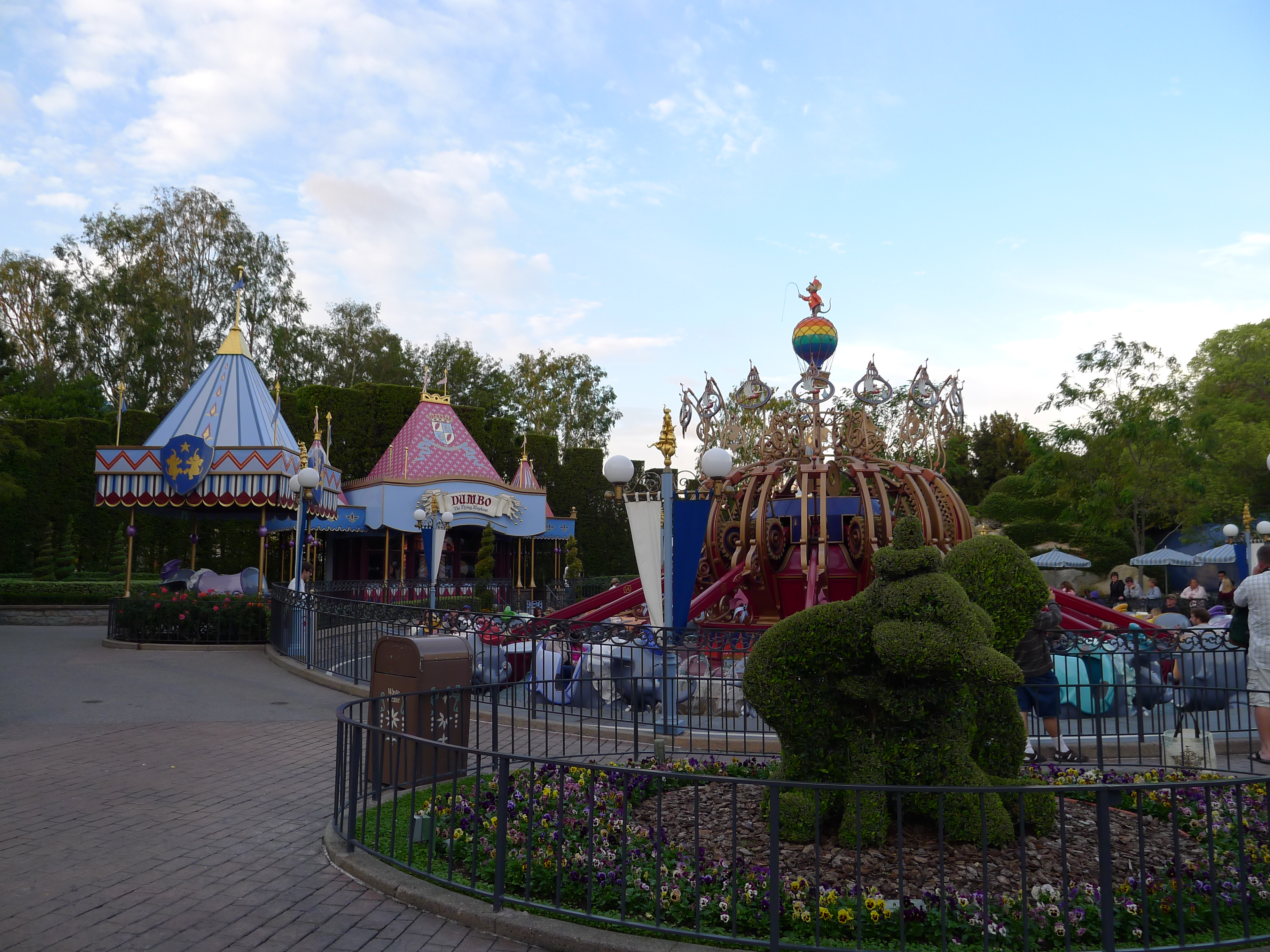
Fantasyland
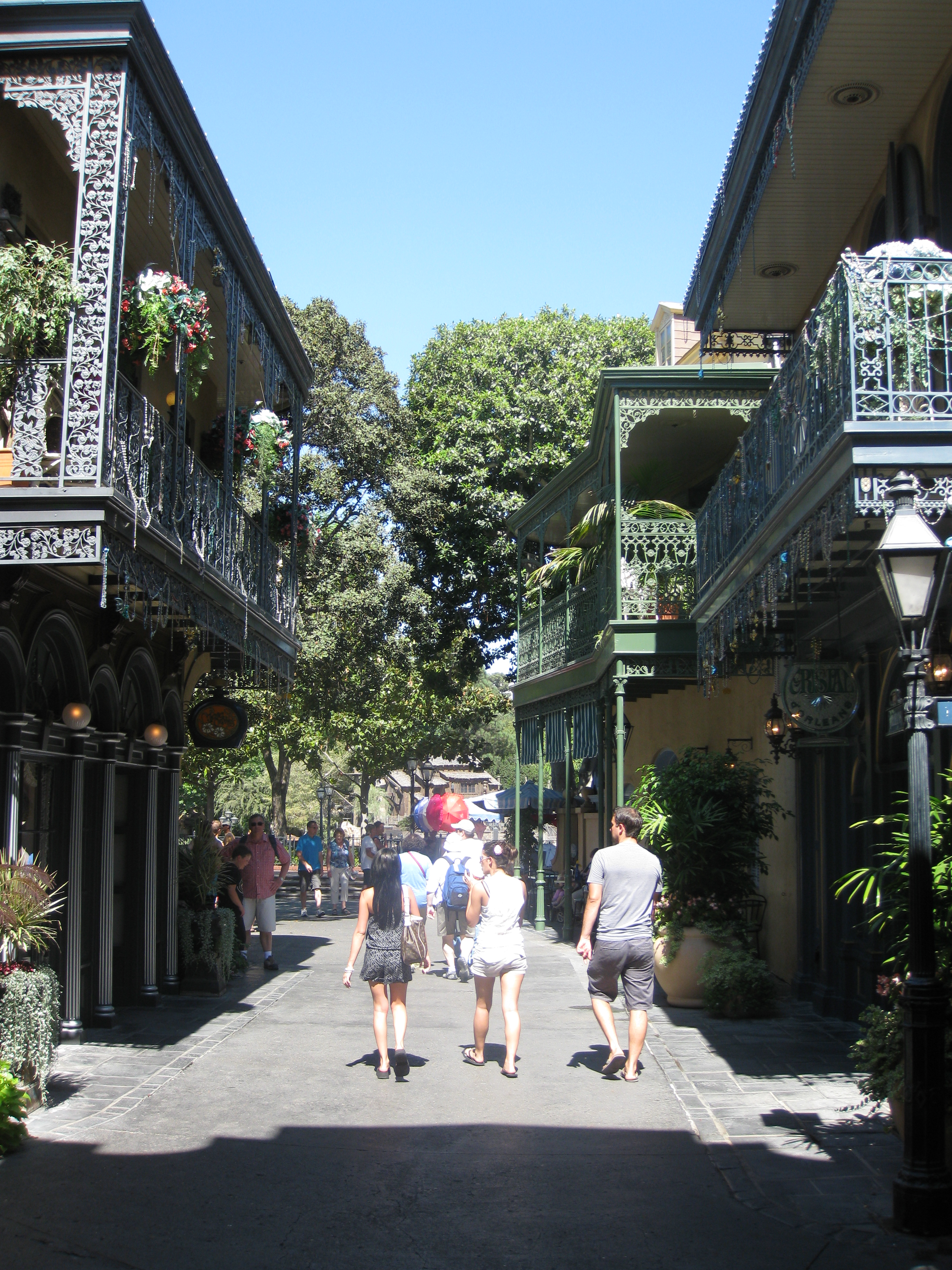
New Orleans Square
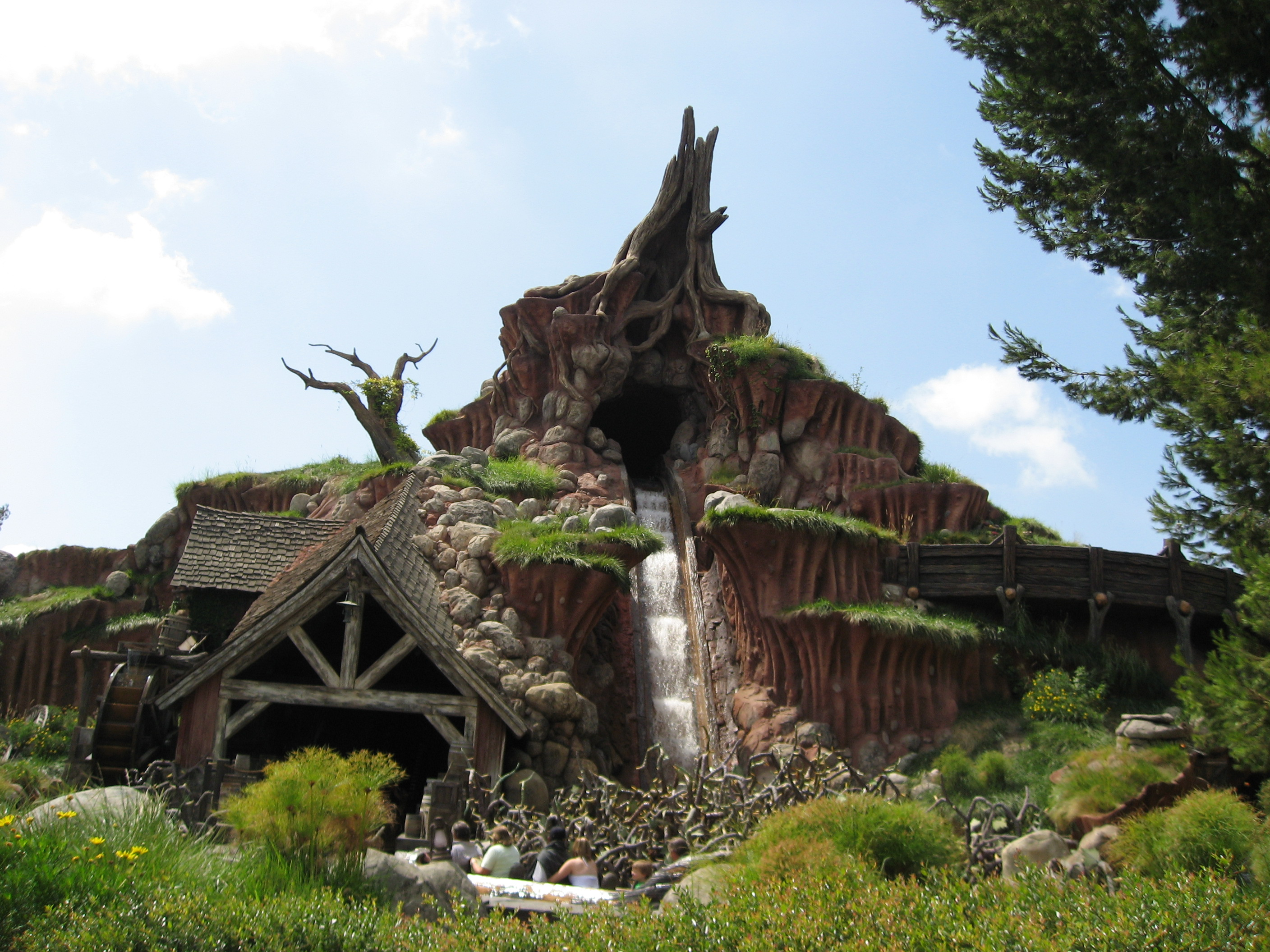
Splash Mountain, una de las atracciones de Critter Country
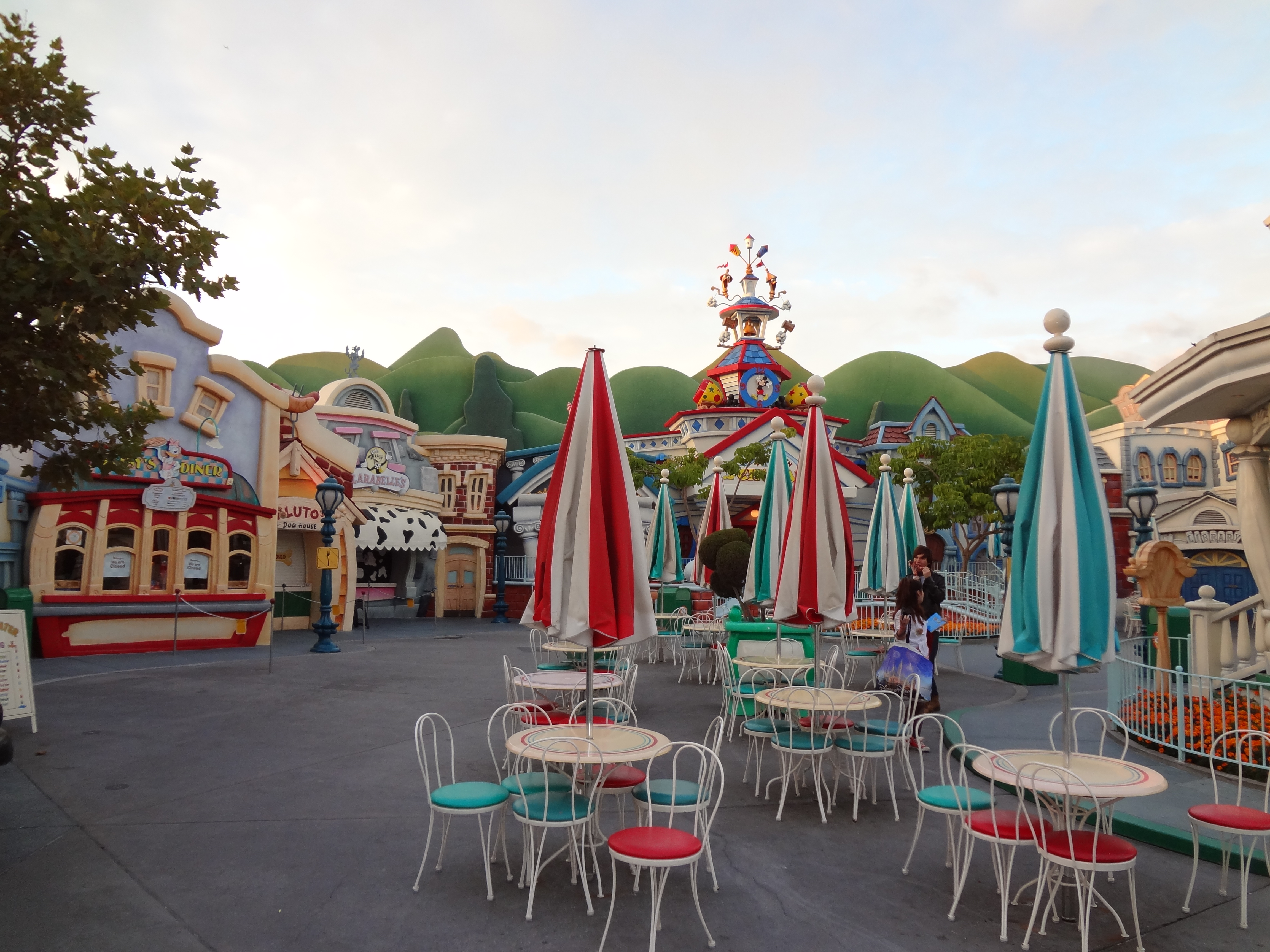
Mickey's Toontown
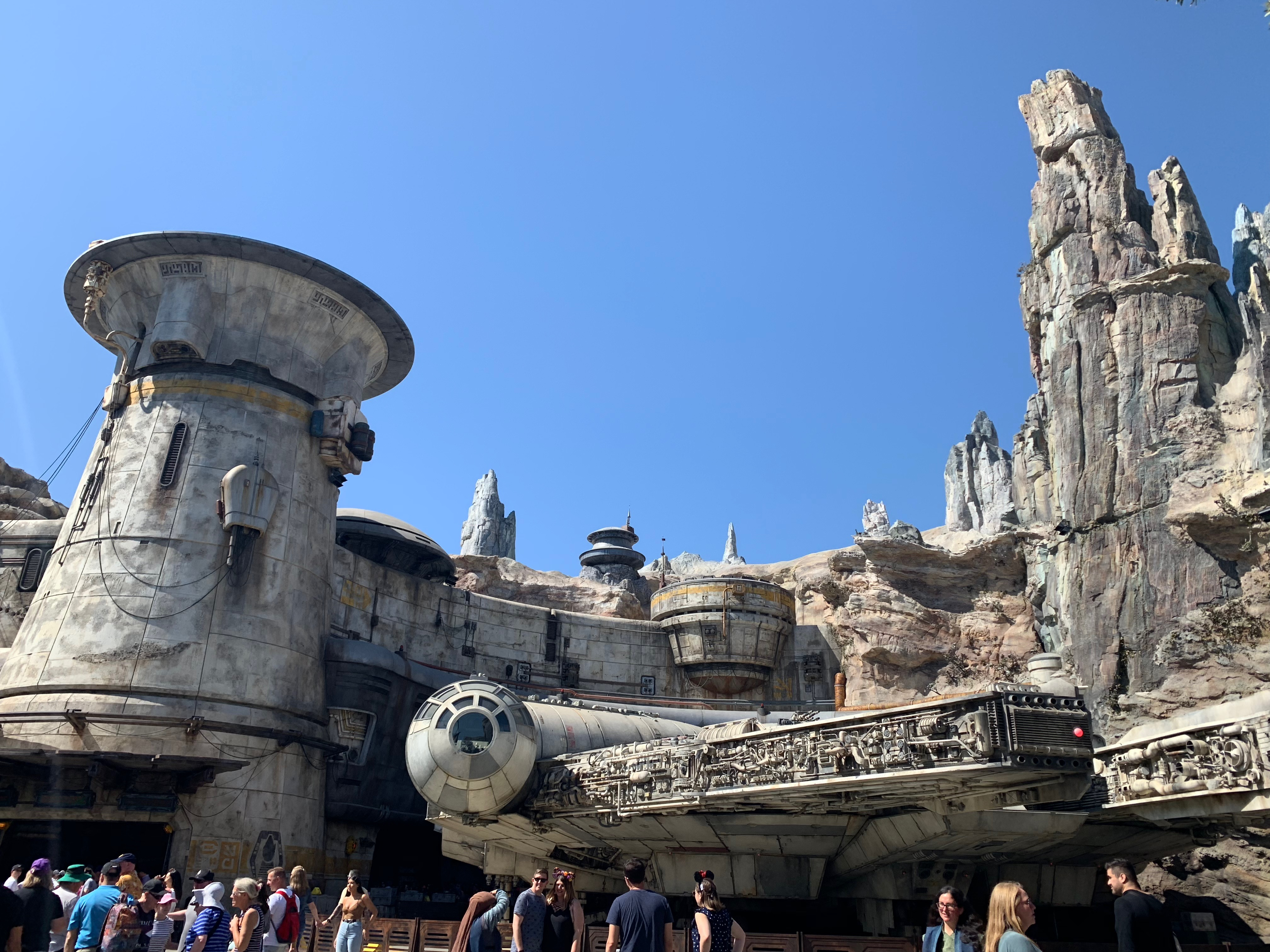
Star Wars Galaxy's Edge

## Espectáculos y el club 33

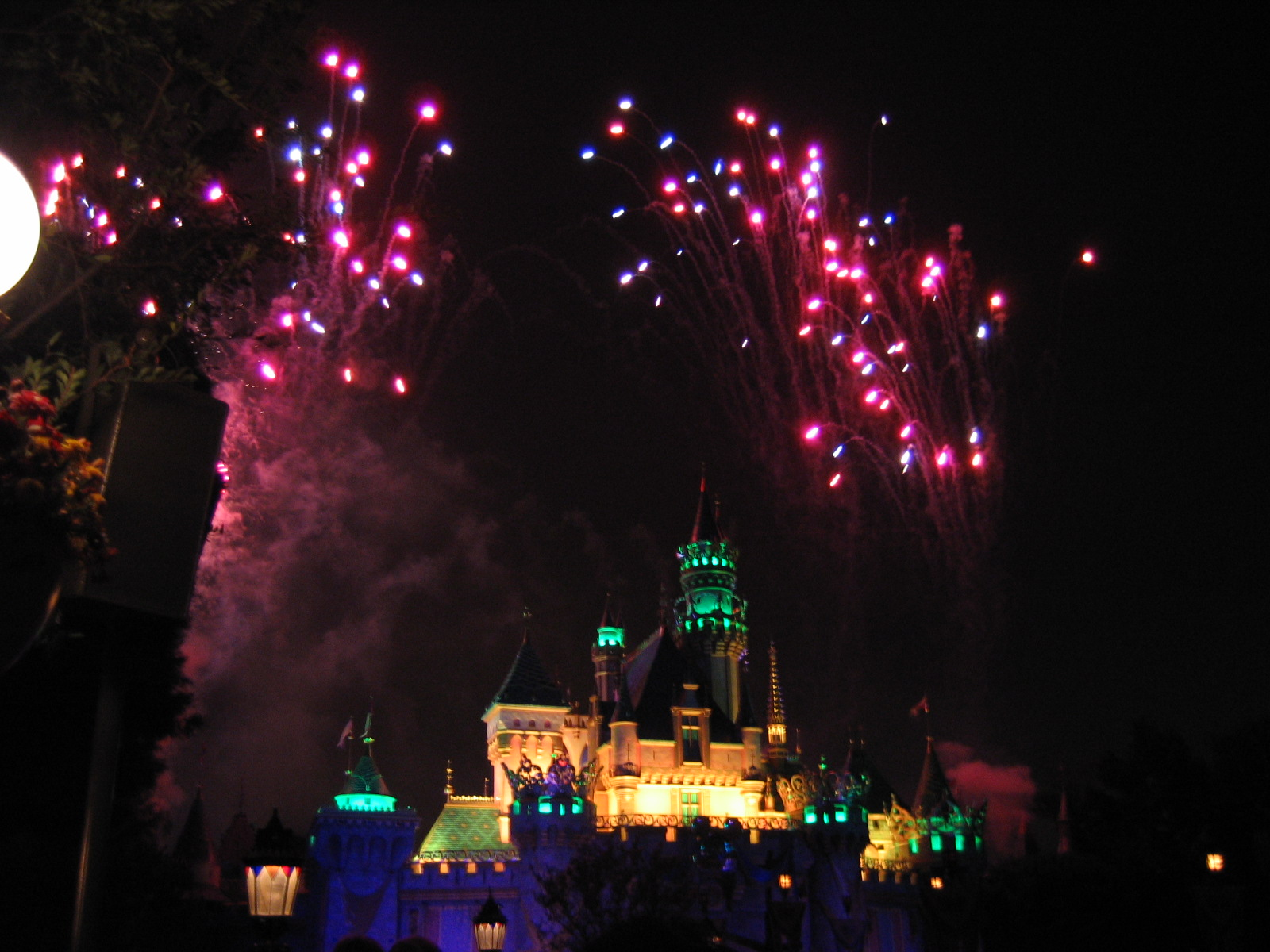
Fotografía del espectáculo de fuegos pirotécnicos de Disneyland, en 2006.

En el transcurso del año se realizan en Disneyland diversos espectáculos musicales y de efectos especiales que varían cuando se conmemora una festividad especial, como es el caso del espectáculo de fuegos artificiales que tiene lugar todas las noches frente al castillo, y cuyo concepto cambia en el día de la Independencia de los Estados Unidos, en Halloween —el evento se denomina Halloween Screams—, en Navidad (Believe... In Holiday Magic) y en Año Nuevo (New Year's Eve). También diariamente se llevan a cabo desfiles de carros alegóricos y empleados disfrazados, que pretenden transmitir la sensación de «una fiesta sencilla y espontánea que hace que los visitantes sonrían y bailen». En algunos eventos, los visitantes interactúan directamente con los empleados disfrazados, y otros se realizan en escenarios instalados para una audiencia específica, como es el caso de Fantasmic!, que se lleva a cabo por las noches en la isla de Frontierland, y donde se representa una batalla de Mickey Mouse y sus aliados contra los villanos de distintos filmes de la empresa.
En New Orleans Square existe un establecimiento denominado Club 33 cuyo acceso está restringido a miembros. Consiste en un restaurante y bar de lujo que Disney concibió para reunirse con algunos ejecutivos interesados en invertir en Disneyland. Su inauguración ocurrió en mayo de 1967, y es uno de los dos lugares del parque en donde se vende alcohol —el otro está ubicado en Star Wars Galaxy's Edge—. Los miembros, entre los que se cuentan celebridades del espectáculo y políticos, deben pagar una cuota de ingreso y esperar un cierto tiempo para que su membresía sea aceptada por la empresa. En 2012 se sabía de la existencia de quinientos socios y otras ochocientas personas en lista de espera.

## Filosofía de trabajo

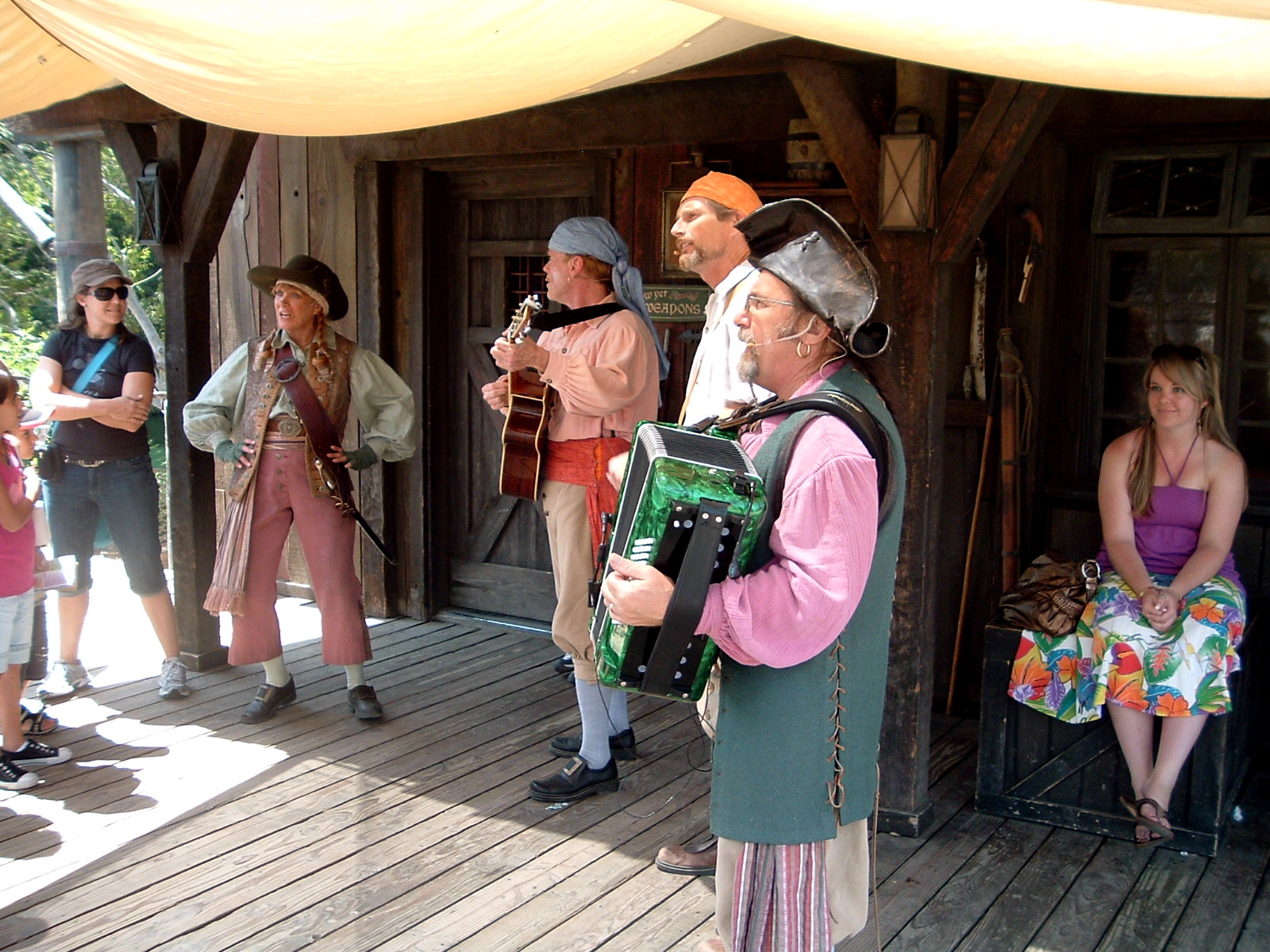
Fotografía de unos empleados de Disneyland en 2009.

Antes de la inauguración del parque, Disney contrató a Van Arsdale France para que capacitara al futuro personal de Disneyland. Para France (1912-1999), con una formación en artes liberales y una experiencia laboral en el área de relaciones industriales de distintas empresas estadounidenses, era fundamental introducir una «forma de desarrollar [las habilidades de] las personas», que garantizase un «equilibrio en la ciencia y el arte»: la ciencia representada por la creación y el mantenimiento de las atracciones y edificios del parque, y el arte por la atención y el trato de los empleados a los visitantes. Desarrolló un programa de liderazgo con un temario centrado en la innovación, la educación y el entretenimiento (Disney College Program) y, para difundirlo, propuso la creación de la Disney University. «Walt se dio cuenta de que sería necesario establecer una organización educativa en donde se impartiese su filosofía, para asegurarse de que sus empleados comprendieran cuál era su objetivo: la felicidad del visitante», de acuerdo a Valerie Oberle, exdirectora de la institución.
El programa de capacitación consta de dos fases: en la primera, denominada «fase de orientación», se le explica al futuro empleado la filosofía de trabajo de la empresa y todos los aspectos relacionados con el parque. La segunda consiste en una formación práctica en el puesto de trabajo, donde realiza sus funciones en el parque bajo la supervisión y coordinación de otros empleados con mayor experiencia. Cada trabajador está preparado para realizar cualquiera de las distintas actividades que realizan los demás compañeros, con el fin de poder ocupar un nuevo puesto en caso de abrirse una vacante.
El hecho de que Disneyland haya sido pensado como un set de cine desde su concepción, ha contribuido a que los empleados usen terminología del cine o del teatro para referirse a los espectáculos, las instalaciones y a los visitantes. Las actividades que conllevan una interacción con el público son catalogadas como «labor de escenario» (del original on stage), mientras que aquellas que no suponen un contacto directo con los visitantes reciben la descripción «entre bastidores» (backstage). A su vez, los empleados son considerados por la empresa como «miembros del reparto» (cast members), la expresión utilizada para el grupo de actores que participan en una producción audiovisual. Cuando los miembros del reparto realizan una labor de escenario, adoptan el rol de «animadores» de la «audiencia», y como tal deben realizar sus funciones con «energía y teatralidad», de tal manera que proporcionen una experiencia placentera a los visitantes.

## Boletos de admisión y datos de asistencia
Hasta 1959 la cuota de entrada a Disneyland era de un dólar por adulto, y de cincuenta centavos por cada niño menor de doce años de edad. Ya en el interior, había que adquirir boletos para cada atracción. Posteriormente, se estableció un sistema en el que las atracciones estaban divididas en grupos designados por las letras A, B, C, D y E, con un boleto diferente para cada grupo; el precio dependía del grupo, aunque en un inicio ninguno excedía a un dólar. Los más costosos eran los del grupo E, al que pertenecían los juegos catalogados como «emocionantes». Una vez utilizado el ticket, el visitante debía comprar otro para acceder de nuevo a las atracciones del grupo. Los empleados se percataron de que este sistema era ineficiente y costoso, provocaba largas filas en la taquilla que a veces duraban varias horas, y requería un empleado en cada atracción solo para verificar y marcar cada ticket usado.
En 1982 Disney Company introdujo un nuevo boleto denominado «Disneyland Passport» que incluía, además de la entrada al parque, el acceso ilimitado a todas las atracciones durante un día. Ese año, su precio era de 10,25 USD para adultos, 9 USD para adolescentes y 8,25 USD para niños de entre tres y once años de edad. Desde entonces, el precio ha aumentado de forma significativa: a finales de 1990, el boleto costaba 27,50 USD por adulto y 22,50 USD por niño, en 2005 el precio para adultos era de 56 USD y en 2010, 76 USD, mientras que el infantil subió hasta los 68 USD. Existen pases anuales, «multidías» y «Park Hopper» —estos últimos incluyen la admisión a Disney California Adventure—, «Magic Morning» —con los cuales los visitantes pueden ingresar al parque antes de que abra al público en algunos días específicos de la semana— y «Southern California City Pass» —que además de Disneyland, es válido en otros parques de diversiones en California—. Otro tipo de boleto es el «Fast Pass», comercializado a partir del año 2000, y que permite el acceso a las atracciones evitando las colas en las filas de espera. En ocasiones excepcionales, debido a la afluencia de visitantes, Disney ha interrumpido la venta de boletos a determinadas horas de algunas jornadas. También ha llegado a cerrar prematuramente por sobrecupo de asistencia.
En cuanto al horario del parque, el día de inauguración —en que asistieron solo invitados y prensa en general— cerró a las 7:15 de la tarde, y al día siguiente, en su apertura al público en general, abrió a las 10 de la mañana. Durante el primer año, el horario de apertura era de 10 de la mañana a 11 de la noche y, diez años después, el parque abría en verano desde las 9 de la mañana hasta las 12 de la noche. De acuerdo al sitio web oficial de Disneyland, el horario de atención al público cambia cada mes, dependiendo de las condiciones meteorológicas y de la cantidad estimada de visitas; por lo general, abre entre las 8 y las 10 de la mañana, y cierra entre las 8 y las 12 de la noche. Originalmente se contemplaba que el parque de atracciones abriese seis días a la semana; sin embargo, desde 1985, ha estado abierto todos los días del año. Antes de ese año se cerraba los lunes y martes durante la temporada baja. Anualmente, el mayor número de visitas se da entre mediados de mayo y septiembre. En cuanto a los registros históricos de asistencias, en su primera semana fue visitado por poco más de 161 000 personas, con un promedio de 20 000 asistentes al día. Al término de su primer año en funcionamiento, había recibido a 3,6 millones, cifra que se triplicó dos años después, con una media de 50 000 asistentes al día. En 1965, se estima que 52 millones de personas habían ingresado al lugar. Un total de 11,5 millones de personas acudieron en 1980, cifra récord de asistencia desde su apertura, superada más de una década después, en 1996, cuando fue visitado por 15,3 millones. Para su 30.º aniversario, había recibido a 250 millones de personas, por lo que se le reconoció con un récord Guinness como el parque de diversiones más visitado en la historia. En 2020 la cifra total ha excedido los 750 millones de visitantes.
En ocasiones excepcionales, Disney ha cerrado el parque antes de lo programado; la primera vez ocurrió en 1963, a manera de luto por el asesinato del entonces presidente estadounidense John F. Kennedy. En 1970 se desalojó el parque debido a unos manifestantes hippies que ingresaron a las instalaciones para protestar por la guerra de Vietnam. En 1983, cerró por una serie de tornados y tormentas eléctricas que azotaron California, y en 1985 para organizar los festejos del trigésimo aniversario de su inauguración. El 11 de septiembre de 2001 cerró de inmediato tras los atentados terroristas contra Estados Unidos, presuntamente ante el temor de que el parque fuera también el blanco de un ataque.
A continuación aparecen los registros anuales de asistencia a Disneyland Park desde su inauguración:
| \| Años 1950 \| Año \| \| \| \| \| \| 1955 \| 1956 \| 1957 \| 1958 \| 1959 \| \| Años 1950 \| Total \| 3.6 \| 3.7 \| 4.2 \| 4.4 \| 5.2 \| \| \| \| \| \| \| Años 1960 \| Año \| 1960 \| 1961 \| 1962 \| 1963 \| 1964 \| 1965 \| 1966 \| 1967 \| 1968 \| 1969 \| \| Años 1960 \| Total \| 4.9 \| 5.3 \| 5.5 \| 5.7 \| 6 \| 6.4 \| 6.7 \| 7.8 \| 9.2 \| 9.1 \| \| Años 1970 \| Año \| 1970 \| 1971 \| 1972 \| 1973 \| 1974 \| 1975 \| 1976 \| 1977 \| 1978 \| 1979 \| \| Años 1970 \| Total \| 10.3 \| 9.3 \| 9.4 \| 9.8 \| 9.5 \| 10.6 \| 9.8 \| 10.9 \| 11 \| 11 \| \| Años 1980 \| Año \| 1980 \| 1981 \| 1982 \| 1983 \| 1984 \| 1985 \| 1986 \| 1987 \| 1988 \| 1989 \| \| Años 1980 \| Total \| 11.5 \| 11.3 \| 10.4 \| 9.9 \| 9.8 \| 12 \| 12 \| 13.5 \| 13 \| 14.4 \| \| Años 1990 \| Año \| 1990 \| 1991 \| 1992 \| 1993 \| 1994 \| 1995 \| 1996 \| 1997 \| 1998 \| 1999 \| \| Años 1990 \| Total \| 12.9 \| 11.6 \| 11.6 \| 11.4 \| 10.3 \| 14.1 \| 15 \| 14.2 \| 13.7 \| 13.4 \| \| Años 2000 \| Año \| 2000 \| 2001 \| 2002 \| 2003 \| 2004 \| 2005 \| 2006 \| 2007 \| 2008 \| 2009 \| \| Años 2000 \| Total \| 13.9 \| 12.3 \| 12.7 \| 12.7 \| 13.4 \| 14.5 \| 14.73 \| 14.87 \| 14.72 \| 15.9 \| \| Años 2010 \| Año \| 2010 \| 2011 \| 2012 \| 2013 \| 2014 \| 2015 \| 2016 \| 2017 \| 2018 \| 2019 \| \| Años 2010 \| Total \| 15.98 \| 16.14 \| 15.96 \| 16.20 \| 16.77 \| 18.28 \| 17.94 \| 18.30 \| 18.66 \| 18.66 \| \| Referencias \| Referencias \| [166][172][173][174][175][176][177][178][179][180][181][182][183][184][185][186][187] [188][189][190][191][192][193][194][195][196][195][197][198][199][200][201][202][203][204] \| [166][172][173][174][175][176][177][178][179][180][181][182][183][184][185][186][187] [188][189][190][191][192][193][194][195][196][195][197][198][199][200][201][202][203][204] \| [166][172][173][174][175][176][177][178][179][180][181][182][183][184][185][186][187] [188][189][190][191][192][193][194][195][196][195][197][198][199][200][201][202][203][204] \| [166][172][173][174][175][176][177][178][179][180][181][182][183][184][185][186][187] [188][189][190][191][192][193][194][195][196][195][197][198][199][200][201][202][203][204] \| [166][172][173][174][175][176][177][178][179][180][181][182][183][184][185][186][187] [188][189][190][191][192][193][194][195][196][195][197][198][199][200][201][202][203][204] \| [166][172][173][174][175][176][177][178][179][180][181][182][183][184][185][186][187] [188][189][190][191][192][193][194][195][196][195][197][198][199][200][201][202][203][204] \| [166][172][173][174][175][176][177][178][179][180][181][182][183][184][185][186][187] [188][189][190][191][192][193][194][195][196][195][197][198][199][200][201][202][203][204] \| [166][172][173][174][175][176][177][178][179][180][181][182][183][184][185][186][187] [188][189][190][191][192][193][194][195][196][195][197][198][199][200][201][202][203][204] \| [166][172][173][174][175][176][177][178][179][180][181][182][183][184][185][186][187] [188][189][190][191][192][193][194][195][196][195][197][198][199][200][201][202][203][204] \| [166][172][173][174][175][176][177][178][179][180][181][182][183][184][185][186][187] [188][189][190][191][192][193][194][195][196][195][197][198][199][200][201][202][203][204] \| |             | | | | | | | | | | |
| Años 1950 | Año         | | | | | | 1955 | 1956 | 1957 | 1958 | 1959 |
| Años 1950 | Total       | 3.6 | 3.7 | 4.2 | 4.4 | 5.2 | | | | | |
| Años 1960 | Año         | 1960 | 1961 | 1962 | 1963 | 1964 | 1965 | 1966 | 1967 | 1968 | 1969 |
| Años 1960 | Total       | 4.9 | 5.3 | 5.5 | 5.7 | 6 | 6.4 | 6.7 | 7.8 | 9.2 | 9.1 |
| Años 1970 | Año         | 1970 | 1971 | 1972 | 1973 | 1974 | 1975 | 1976 | 1977 | 1978 | 1979 |
| Años 1970 | Total       | 10.3 | 9.3 | 9.4 | 9.8 | 9.5 | 10.6 | 9.8 | 10.9 | 11 | 11 |
| Años 1980 | Año         | 1980 | 1981 | 1982 | 1983 | 1984 | 1985 | 1986 | 1987 | 1988 | 1989 |
| Años 1980 | Total       | 11.5 | 11.3 | 10.4 | 9.9 | 9.8 | 12 | 12 | 13.5 | 13 | 14.4 |
| Años 1990 | Año         | 1990 | 1991 | 1992 | 1993 | 1994 | 1995 | 1996 | 1997 | 1998 | 1999 |
| Años 1990 | Total       | 12.9 | 11.6 | 11.6 | 11.4 | 10.3 | 14.1 | 15 | 14.2 | 13.7 | 13.4 |
| Años 2000 | Año         | 2000 | 2001 | 2002 | 2003 | 2004 | 2005 | 2006 | 2007 | 2008 | 2009 |
| Años 2000 | Total       | 13.9 | 12.3 | 12.7 | 12.7 | 13.4 | 14.5 | 14.73 | 14.87 | 14.72 | 15.9 |
| Años 2010 | Año         | 2010 | 2011 | 2012 | 2013 | 2014 | 2015 | 2016 | 2017 | 2018 | 2019 |
| Años 2010 | Total       | 15.98 | 16.14 | 15.96 | 16.20 | 16.77 | 18.28 | 17.94 | 18.30 | 18.66 | 18.66 |
| Referencias | Referencias | [ 166 ] [ 172 ] [ 173 ] [ 174 ] [ 175 ] [ 176 ] [ 177 ] [ 178 ] [ 179 ] [ 180 ] [ 181 ] [ 182 ] [ 183 ] [ 184 ] [ 185 ] [ 186 ] [ 187 ] [ 188 ] [ 189 ] [ 190 ] [ 191 ] [ 192 ] [ 193 ] [ 194 ] [ 195 ] [ 196 ] [ 195 ] [ 197 ] [ 198 ] [ 199 ] [ 200 ] [ 201 ] [ 202 ] [ 203 ] [ 204 ] | [ 166 ] [ 172 ] [ 173 ] [ 174 ] [ 175 ] [ 176 ] [ 177 ] [ 178 ] [ 179 ] [ 180 ] [ 181 ] [ 182 ] [ 183 ] [ 184 ] [ 185 ] [ 186 ] [ 187 ] [ 188 ] [ 189 ] [ 190 ] [ 191 ] [ 192 ] [ 193 ] [ 194 ] [ 195 ] [ 196 ] [ 195 ] [ 197 ] [ 198 ] [ 199 ] [ 200 ] [ 201 ] [ 202 ] [ 203 ] [ 204 ] | [ 166 ] [ 172 ] [ 173 ] [ 174 ] [ 175 ] [ 176 ] [ 177 ] [ 178 ] [ 179 ] [ 180 ] [ 181 ] [ 182 ] [ 183 ] [ 184 ] [ 185 ] [ 186 ] [ 187 ] [ 188 ] [ 189 ] [ 190 ] [ 191 ] [ 192 ] [ 193 ] [ 194 ] [ 195 ] [ 196 ] [ 195 ] [ 197 ] [ 198 ] [ 199 ] [ 200 ] [ 201 ] [ 202 ] [ 203 ] [ 204 ] | [ 166 ] [ 172 ] [ 173 ] [ 174 ] [ 175 ] [ 176 ] [ 177 ] [ 178 ] [ 179 ] [ 180 ] [ 181 ] [ 182 ] [ 183 ] [ 184 ] [ 185 ] [ 186 ] [ 187 ] [ 188 ] [ 189 ] [ 190 ] [ 191 ] [ 192 ] [ 193 ] [ 194 ] [ 195 ] [ 196 ] [ 195 ] [ 197 ] [ 198 ] [ 199 ] [ 200 ] [ 201 ] [ 202 ] [ 203 ] [ 204 ] | [ 166 ] [ 172 ] [ 173 ] [ 174 ] [ 175 ] [ 176 ] [ 177 ] [ 178 ] [ 179 ] [ 180 ] [ 181 ] [ 182 ] [ 183 ] [ 184 ] [ 185 ] [ 186 ] [ 187 ] [ 188 ] [ 189 ] [ 190 ] [ 191 ] [ 192 ] [ 193 ] [ 194 ] [ 195 ] [ 196 ] [ 195 ] [ 197 ] [ 198 ] [ 199 ] [ 200 ] [ 201 ] [ 202 ] [ 203 ] [ 204 ] | [ 166 ] [ 172 ] [ 173 ] [ 174 ] [ 175 ] [ 176 ] [ 177 ] [ 178 ] [ 179 ] [ 180 ] [ 181 ] [ 182 ] [ 183 ] [ 184 ] [ 185 ] [ 186 ] [ 187 ] [ 188 ] [ 189 ] [ 190 ] [ 191 ] [ 192 ] [ 193 ] [ 194 ] [ 195 ] [ 196 ] [ 195 ] [ 197 ] [ 198 ] [ 199 ] [ 200 ] [ 201 ] [ 202 ] [ 203 ] [ 204 ] | [ 166 ] [ 172 ] [ 173 ] [ 174 ] [ 175 ] [ 176 ] [ 177 ] [ 178 ] [ 179 ] [ 180 ] [ 181 ] [ 182 ] [ 183 ] [ 184 ] [ 185 ] [ 186 ] [ 187 ] [ 188 ] [ 189 ] [ 190 ] [ 191 ] [ 192 ] [ 193 ] [ 194 ] [ 195 ] [ 196 ] [ 195 ] [ 197 ] [ 198 ] [ 199 ] [ 200 ] [ 201 ] [ 202 ] [ 203 ] [ 204 ] | [ 166 ] [ 172 ] [ 173 ] [ 174 ] [ 175 ] [ 176 ] [ 177 ] [ 178 ] [ 179 ] [ 180 ] [ 181 ] [ 182 ] [ 183 ] [ 184 ] [ 185 ] [ 186 ] [ 187 ] [ 188 ] [ 189 ] [ 190 ] [ 191 ] [ 192 ] [ 193 ] [ 194 ] [ 195 ] [ 196 ] [ 195 ] [ 197 ] [ 198 ] [ 199 ] [ 200 ] [ 201 ] [ 202 ] [ 203 ] [ 204 ] | [ 166 ] [ 172 ] [ 173 ] [ 174 ] [ 175 ] [ 176 ] [ 177 ] [ 178 ] [ 179 ] [ 180 ] [ 181 ] [ 182 ] [ 183 ] [ 184 ] [ 185 ] [ 186 ] [ 187 ] [ 188 ] [ 189 ] [ 190 ] [ 191 ] [ 192 ] [ 193 ] [ 194 ] [ 195 ] [ 196 ] [ 195 ] [ 197 ] [ 198 ] [ 199 ] [ 200 ] [ 201 ] [ 202 ] [ 203 ] [ 204 ] | [ 166 ] [ 172 ] [ 173 ] [ 174 ] [ 175 ] [ 176 ] [ 177 ] [ 178 ] [ 179 ] [ 180 ] [ 181 ] [ 182 ] [ 183 ] [ 184 ] [ 185 ] [ 186 ] [ 187 ] [ 188 ] [ 189 ] [ 190 ] [ 191 ] [ 192 ] [ 193 ] [ 194 ] [ 195 ] [ 196 ] [ 195 ] [ 197 ] [ 198 ] [ 199 ] [ 200 ] [ 201 ] [ 202 ] [ 203 ] [ 204 ] |

## Impacto cultural
Aunque Disney ya era célebre en la industria del cine por sus exitosas producciones animadas, «Disneyland consolidó su nombre ante las generaciones futuras». Millones de personas de distintos países han visitado el parque, razón por la cual es considerado como una «meca turística». Antes, el negocio de los parques de diversiones en Estados Unidos parecía estar dominado por meros intereses comerciales; quienes invertían en este tipo de entretenimiento lo hacían pensando en ofrecer varias atracciones al público a un bajo costo, y no se preocupaban por mantener limpias o en orden las instalaciones. A diferencia de estos, Disney desarrolló un concepto a «un nuevo nivel de intensidad: fusionó la mercadotecnia y la publicidad con el entretenimiento, y la fijó [esta estrategia] como su eje de operaciones [...] Transformó los productos de Disney en atracciones turísticas», e influyó para que los empresarios comenzaran a involucrarse más en la gestión y operación de sus parques.

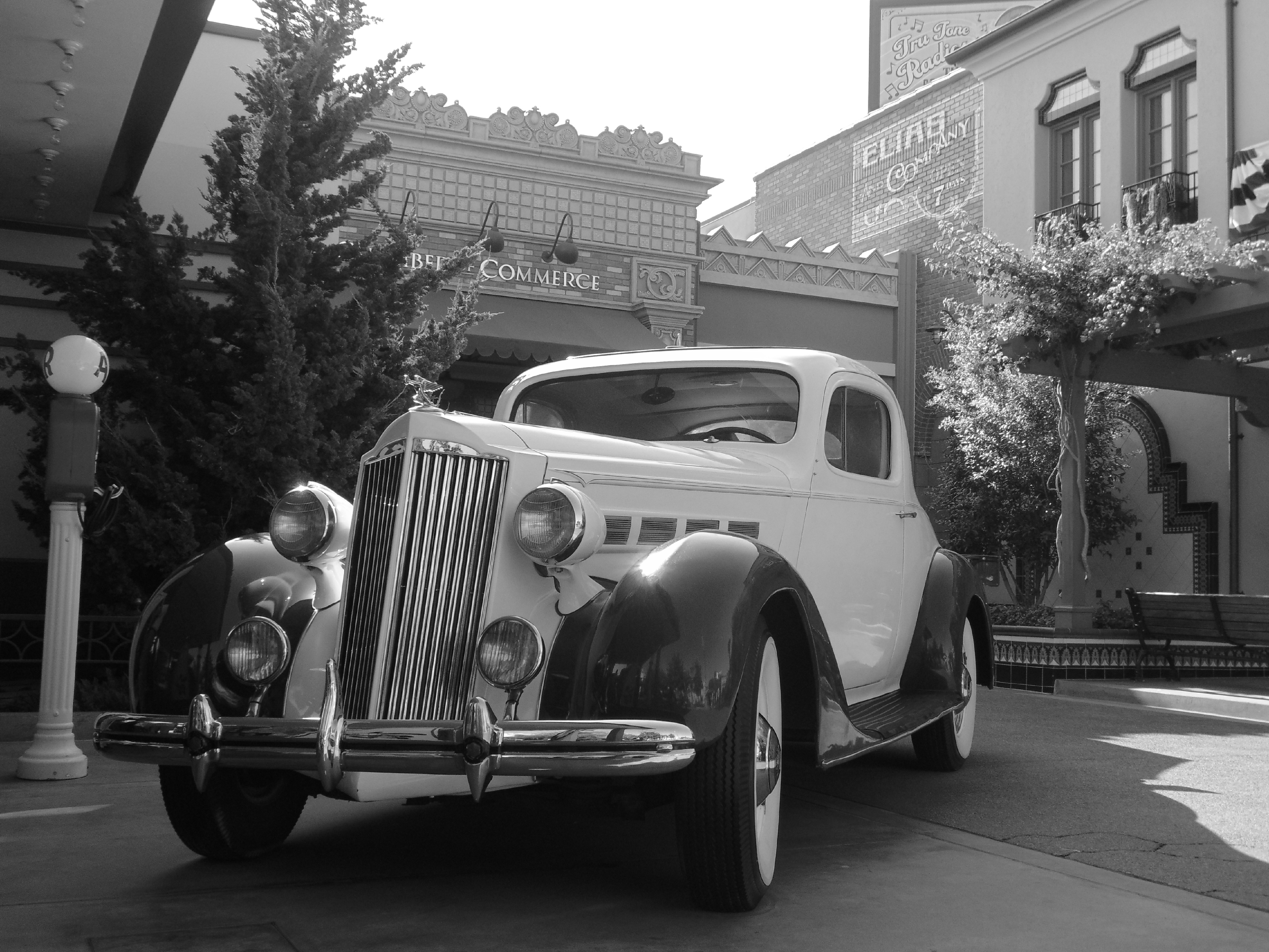
Auto antiguo en Disneyland.

El programa televisivo Disneyland, producido por Disney y ABC, tuvo un papel crucial para que el parque fuera exitoso desde su apertura, sumado al creciente consumismo y a los avances tecnológicos en la industria del entretenimiento. The Walt Disney Studios estaba en una situación financiera delicada y estos proyectos le permitieron obtener mayores ganancias —en 1950 sus ingresos eran de seis millones de dólares; a finales de esa década, la cifra aumentó a setenta millones, de los cuales una parte importante provenían de la taquilla de Disneyland—, además de aumentar la popularidad de Mickey Mouse y revelar una nueva  oportunidad de negocios para los estudios, que hasta entonces solamente producían películas o cortos para el cine. A raíz del éxito inicial obtenido, ABC produjo otro programa titulado The Mickey Mouse Club, en donde participaban niños conocidos como «mousequeteros», que repitió la buena aceptación que tuvo su predecesor, especialmente ante la audiencia infantil. La participación de Disney en el sector televisivo atrajo el interés de otros estudios de Hollywood, así como de otras empresas que nunca antes habían producido un programa televisivo: vieron en esta plataforma una nueva manera de atraer la atención de sus consumidores y, por ende, de generar más ingresos. De acuerdo al Museum of Broadcast Communications, «la recreación de la cultura estadounidense [de Disney] por medio de la estrategia de mercadotecnia dual de los Disneyland [el programa y el parque], forjó nuevos modelos [de negocios] en la cultura de Estados Unidos, al permitir enlazar de manera inextricable a la televisión con las industrias del cine y del entretenimiento».
Disney buscó «ofrecer [en Disneyland] condiciones que regularmente no se encuentran en un parque de diversiones, y mucho menos en la vida real», recurriendo a la «fantasía e imaginación». Esta noción de que la perfección solo puede presentarse en un entorno apartado de la realidad ha sido objeto de crítica, especialmente al omitir en sus áreas temáticas algunos acontecimientos polémicos de la historia estadounidense para mostrar únicamente los sucesos patrióticos. Según explica John Henge, uno de los diseñadores de Disneyland: «creamos el "realismo Disney", una especie de utopía en la que incorporamos todos los elementos negativos e indeseables [para convertirlos] en elementos positivos. Hicimos un mundo al que [los visitantes] van para disfrutar ese sitio que a cada uno le gustaría imaginar [que existe]». La escritora e historiadora Karal Ann Marling comentó al respecto que Disneyland «personificó el ideal suburbano de la era de la posguerra [...] era un escenario más limpio, confortable y resonante en Estados Unidos, una especie de utopía pre-EPCOT». Posteriormente, otros empresarios empezaron a darle más importancia a la limpieza y el orden de sus parques. «La apariencia, color y textura en cientos, y luego miles, de nuestras ciudades y pueblos nunca serán igual [que antes]. Mejoraron. [...] Al igual que los victorianos, Disney nos trajo obsequios de lugares lejanos, castillos grandes y calles en las cuales felizmente [podríamos] perdernos», en opinión del escritor Ray Bradbury. El concepto novedoso de dividir el parque en áreas temáticas representa ahora un «modelo [a seguir] en cualquier lugar del planeta susceptible de recibir visitas turísticas [...] un microcosmos ordenado e inofensivo, subyugante, centrado en recrear un tiempo ilusorio interminable. [Hecho] a la medida para la familia». Sobre esto, la escritora Beth Dunlop resaltó en su libro Building a Dream: The Art of Disney Architecture: «la arquitectura idealizada por Disney puede catalogarse como sentimental, profunda, encantadora, o desafiante. A veces, todos esos rasgos [están presentes] en un solo edificio [del parque]. En cualquier caso, siempre resulta algo cinematográfico, es una arquitectura que posee la cadencia de una película». Por citar un ejemplo, el castillo de la Bella Durmiente es catalogado como un «icono» en la cultura infantil estadounidense. En agosto de 1955, la revista Life comentó sobre Disneyland: «podría ser más de lo que cualquier niño podría soportar ... fácilmente, podría ser catalogado el parque de diversiones más ambicioso del planeta», mientras que el periódico Los Angeles Times hizo alusión al parque, un día después de su inauguración, de la siguiente manera: «Había una vez un mágico lugar de fantasía existente en la imaginación de los niños que ayer se hizo realidad».
Disneyland «redefinió los conceptos de vacaciones familiares y entrenamiento para los empleados», asimismo permitió el auge de la industria hotelera y los complejos turísticos. Incorporó programas de capacitación para sus empleados en la denominada Disney University, similares a planes académicos, e impulsó el desarrollo de nueva tecnología por medio del equipo Disney Imagineering, responsable de los audio-animatronics, de la primera montaña rusa con estructura de acero tubular, y del sistema para reducir el impacto ecológico de sus espectáculos pirotécnicos. Antes de la creación de Disneyland, entre las décadas de 1930 y 1940, la industria de los parques de diversiones en Estados Unidos estaba en una situación de declive, y la notoriedad de este nuevo destino turístico motivó a otros empresarios a invertir en el desarrollo de sus propios proyectos, o a remodelar algunos antiguos, según fuese el caso. Varios de estos adoptaron características muy similares a las de Disneyland, y entre estos pueden mencionarse Storybook Forest en Pensilvania, Noah's Incredible Adventure en Wisconsin, y Six Flags Over Texas, en cuya edificación participó C. V. Wood, director del equipo de construcción de Disneyland. Hasta 1993, de acuerdo a la revista Amusement Business, existían más de 700 parques de diversiones tan solo en Estados Unidos, y tenían una afluencia de más de 225 millones de personas al año entre todos. Debido al auge de este nuevo sector turístico, el condado de Orange —donde se encuentra Anaheim— se convirtió en un destino internacional. De una población inferior a 15 000 habitantes en 1950, la cifra de residentes de la ciudad llegó a 104 000 una década después. Y en los próximos veinte años este promedio continuó aumentando de forma gradual, hasta triplicarse. La cantidad de hoteles en la ciudad se incrementó de forma notable: de 87 que había en 1950, ya eran 12 000 en 1980. Dada su importancia en la economía de la ciudad, el gobierno municipal ha llevado a cabo iniciativas para mantener en buen estado las calles y alcantarillas aledañas al parque, así como para proporcionar nuevas formas de transporte que simplifiquen el traslado de los turistas al parque, con la intención de aumentar la afluencia.
Desde su inauguración y hasta 2020 más de 750 millones de personas han acudido a Disneyland Resort. De acuerdo al informe Global Attractions Attendance Report, publicado por AECOM y Themer Entertainment Association, Disneyland fue el segundo parque de diversiones más visitado del mundo en 2012, solamente superado por Magic Kingdom en Florida. Entre sus visitantes célebres se encuentran mandatarios políticos, actores, cantantes y deportistas de distintos países. El expresidente de Estados Unidos Ronald Reagan lo describió como «un lugar que ha captado la imaginación y el afecto [... y] un lugar que ha servido de anfitrión y embajador de buena voluntad para millones de visitantes del exterior [del país]». Si bien los costes de admisión y de alimentos o bebidas pueden resultar elevados para algunos visitantes —en 2013 el boleto de admisión de un día para un adulto costaba 90 USD—, para la agencia informativa Associated Press este «valor notable» queda justificado por la calidad del entretenimiento y de las atracciones que ofrece. Por otra parte, han ocurrido algunas manifestaciones y huelgas en el parque, así como accidentes y muertes de empleados y visitantes a causa de fallos mecánicos en algunas atracciones o por problemas de salud. Generalmente el personal de Disneyland trata este tipo de situaciones con discreción para evitar investigaciones policíacas, un tema que ha llegado a ser objeto de controversia en la prensa. En 2002 la revista estadounidense Forbes calificó los parques de Disney existentes hasta ese momento como algunos de los mejores del mundo. El parque cuenta con una estrella especial en el Paseo de la Fama de Hollywood, en conmemoración a sus primeros cincuenta años de existencia. El sitio web Glassdoor, que recopila opiniones de empleados en Estados Unidos sobre las compañías en que trabajan, catalogó en 2014 a Disney Company como una de las 50 «mejores empresas para trabajar», haciendo énfasis en los parques temáticos de la marca en todo el mundo.
The Walt Disney Company, a través de su división Walt Disney Parks and Resorts y con el apoyo de Walt Disney Imagineering, ha coordinado la construcción de otros parques similares a Disneyland en todo el mundo, con su correspondiente complejo turístico: Walt Disney World Resort, Tokyo Disney Resort, Disneyland Paris, Hong Kong Disneyland Resort y Shanghai Disney Resort. En 2012, la franquicia de parques de Disney fue la más visitada de ese año, con un total de 126 479 000 visitantes. Al cabo del tiempo, la compañía expandió su interés empresarial a otras áreas, lo cual dio origen a un «imperio de entretenimiento», y comenzó a invertir en su propia línea de cruceros (Disney Cruise Line), en el complejo deportivo ESPN Wide World of Sports —en donde se realizan eventos atléticos—, en el sector televisivo —al invertir en su propio canal, Disney Channel, desde 1983—, en la radio (Radio Disney) y en la producción discográfica (Walt Disney Records), entre otros productos y servicios. Hasta el año 2000, un tercio de las ganancias de The Walt Disney Company provenían de los ingresos obtenidos por las visitas a sus distintos parques temáticos.